# Faune de l'Écosse
Vous lisez un « article de qualité » labellisé en 2011.

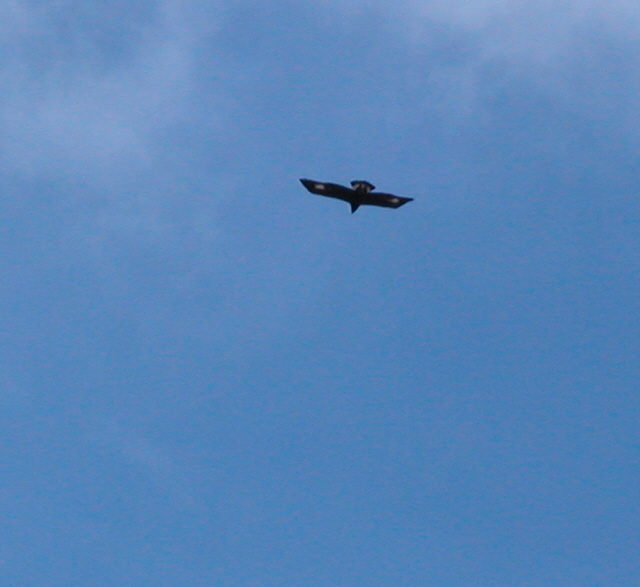
Aigle royal (Aquila chrysaetos).

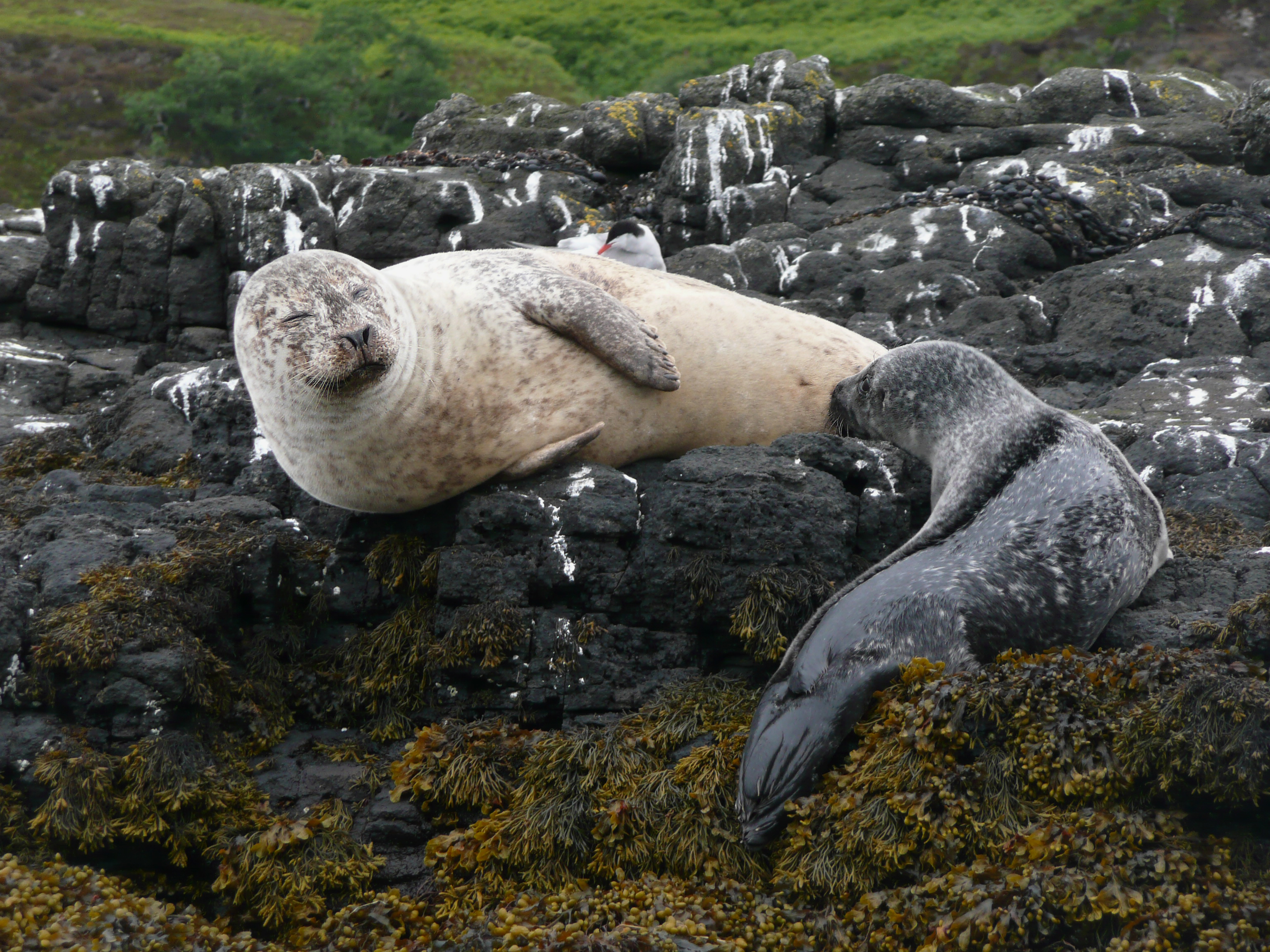
Un phoque gris (Halichoerus grypus) nourrissant un petit, île de Skye.

La faune de l'Écosse est typique de l'écozone paléarctique, bien que plusieurs des grands mammifères du pays aient disparu en raison de la chasse intensive dont ils ont été l'objet par le passé, quand d'autres espèces ont été introduites par le biais de l'activité humaine. Les divers environnements tempérés de l'Écosse abritent 62 espèces de mammifères sauvages, dont une importante population de chats sauvages d'Europe, de nombreux phoques gris et communs et la colonie la plus septentrionale du monde de grands dauphins (Tursiops truncatus).
Plusieurs espèces d'oiseaux de landes, dont le tétras lyre et le lagopède d'Écosse, vivent dans le pays, qui est aussi un important site de nidification pour les oiseaux de mer comme le fou de Bassan. L'aigle royal est devenu un des symboles nationaux tandis que les pygargues à queue blanche et les balbuzards pêcheurs ont depuis peu recolonisé la zone. Le bec-croisé d'Écosse est la seule espèce de vertébré endémique du Royaume-Uni.
Les eaux écossaises font partie des plus riches du monde : on estime qu'elles abritent plus de 40 000 espèces. Les Monticules de Darwin, découverts en 1998, forment une zone marine d'eaux profondes et froides où l'on trouve des récifs de coraux. Dans les rivières de l'intérieur du pays, on rencontre 400 populations de saumons atlantiques distinctes génétiquement. Parmi les 42 espèces de poissons d'eau douce rencontrées dans les cours d'eau, la moitié les a colonisés naturellement tandis que les autres y ont été introduites par l'homme.
Seuls six amphibiens et quatre reptiles terrestres sont indigènes d'Écosse, mais plusieurs espèces d'invertébrés que l'on y trouve sont rares dans le reste du Royaume-Uni. On estime que 14 000 espèces d'insectes vivent en Écosse, dont des abeilles et papillons rares protégés par des plans de conservation. Les agences de conservation de la biodiversité britannique estiment que le changement climatique, particulièrement par son effet potentiel sur les plateaux et sur la vie marine, menace fortement la faune d'Écosse.

## Habitats

Carte des différents écosystèmes d'Écosse.

### Origine de la faune en Écosse
Durant la glaciation du Pléistocène, l'Écosse est intégralement recouverte par la glace. Lorsque le climat se réchauffe et que les glaces se rétractent, il y a environ 10 000 ans, les mammifères arrivent sur ce territoire, où se développe tout d'abord une végétation arctique, rapidement remplacée par une forêt, excepté en altitude. La fonte des glaces provoque 8 000 ans avant notre ère une montée des eaux qui crée la Manche et sépare la Grande-Bretagne du reste du continent, rendant désormais sa colonisation par des espèces du continent beaucoup plus difficile. C'est pourquoi la Grande-Bretagne n'a que deux tiers des espèces d'oiseaux qui ont colonisé la Scandinavie. Les Hébrides, îles situées au large de la côte ouest de l'Écosse, abritent quant à elles seulement la moitié des espèces présentes en Grande-Bretagne.
Le climat à tendance océanique du pays a favorisé le développement de tourbières, qui sont très nombreuses. Globalement, on observe de nombreuses similitudes entre l'Écosse et d'autres pays nordiques comme ceux de la Scandinavie, du point de vue de la géologie, des sols, du passé glaciaire et du climat, et ces régions partagent un grand nombre d'espèces d'animaux. Par contre, la situation insulaire de la Grande-Bretagne fait que sa faune est moins riche que celle de régions situées à la même latitude sur le continent.

### Écosystèmes

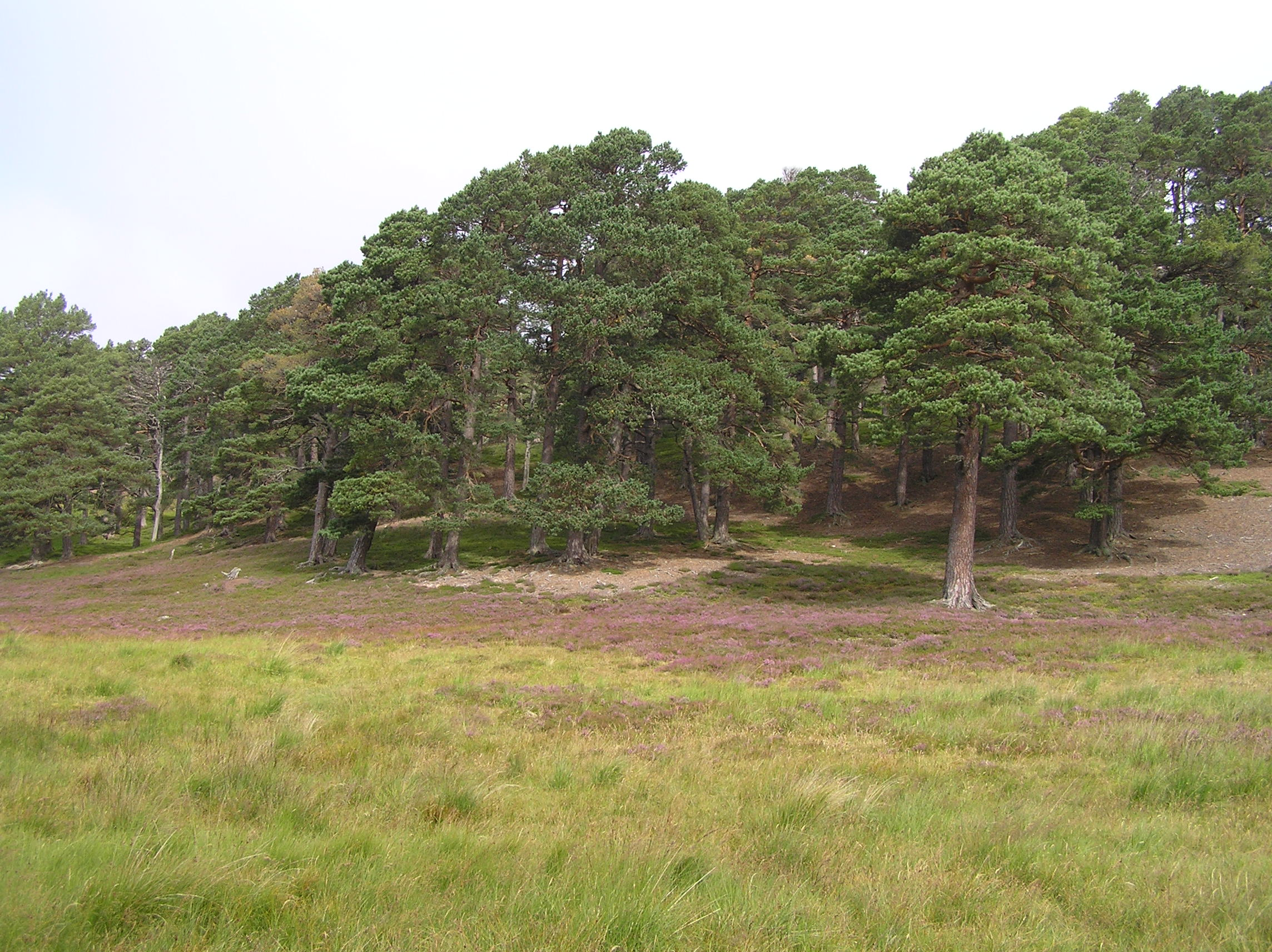
La forêt de pins sylvestres, au bord de la Dee.

L'Écosse présente une grande diversité d'environnements tempérés, dont des forêts à feuilles caduques et de conifères, des landes, des montagnes, des estuaires, des milieux d'eau douce, des littoraux et des paysages de toundra.

#### La forêt
Environ 14 % de l'Écosse est recouverte de bois, principalement des plantations forestières, mais avant que l'activité humaine ne se développe et ne contribue à ouvrir le paysage, cette contrée était certainement occupée par d'immenses forêts boréales calédoniennes et à feuilles caduques. Même si elle se réduit, on retrouve par endroits la forêt calédonienne qui recouvrait autrefois une vaste partie du pays, aujourd'hui cantonnée principalement à Strathspey, aux rives de la Dee et aux vallées à l'ouest du Loch Ness. Cette forêt, essentiellement composée de pin sylvestre, appartient à la forêt boréale, un biome très répandu sur la planète,. Aujourd'hui, les forêts écossaises sont principalement composées de bouleau, qui peut être associé au sorbier des oiseleurs et au chêne sessile, avec parfois des espèces buissonnantes au pied comme le noisetier, le prunellier ou le genévrier.

#### Zones agricoles
75 % du territoire écossais sont comptabilisés comme terres agricoles (incluant certaines landes), quand les aires urbaines n'en représentent que 3 %. La majeure partie de cette surface agricole est couverte d'herbes, dans les landes mais également dans les prairies cultivées, qui représentent à elles seules un tiers de la surface du pays. Du fait de la modernisation de l'agriculture et de la nécessité d'une productivité de plus en plus importante, ces prairies sont composées d'espèces herbacées de moins en moins diversifiées, ce qui les rend moins intéressantes pour la faune sauvage. On peut toutefois y observer certains animaux venant s'alimenter en vers de terre comme les blaireaux, ou des oiseaux qui y nichent, ainsi qu'une grande variété d'insectes. Les bordures de champs et les haies procurent des abris pour la faune sauvage, zones qui restent généralement sans pesticides et conservent leur faune d'invertébrés. On compte environ 46 000 km de haies en Écosse. Les vergers tendent eux à se réduire. Ils offrent un milieu particulier pour de nombreux insectes, notamment ceux qui se nourrissent de bois mort (organismes saproxylophages), mais ne recouvrent plus que 0,03 % de la surface du pays. Les parcelles en monoculture de céréales sont généralement pauvres en biodiversité.

#### Landes et tourbières

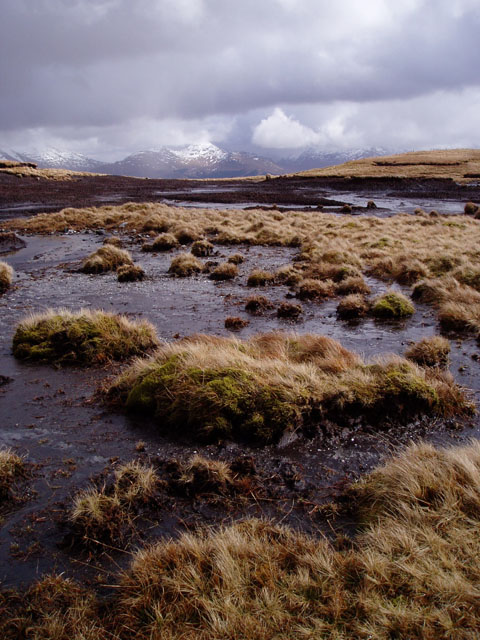
Tourbière entre Beinn Odhar et Meall Buidhe.

Les landes, bruyères et tourbières recouvrent 17 % du territoire écossais. On entend par lande un espace non recouvert par de la forêt et non cultivé pour l'agriculture. Une lande peut prendre plusieurs formes, suivant les espèces qui la composent (herbes et arbustes). Le type de lande le plus répandu en Écosse est la lande de bruyère, qui recouvre 0,2 % de la surface du pays, ce qui représente 20 % de ce type de landes au Royaume-Uni. Cet habitat, qu'affectionne tout particulièrement le lagopède d'Écosse, un oiseau emblématique du pays, mais où l'on trouve également environ 5 000 espèces d'invertébrés, se réduit au fil du temps. En effet, sa surface a diminué de 23 % entre les années 1940 et les années 1980, et a connu une perte semblable en proportion entre 1990 et 1998. Les landes se rencontrent notamment en altitude, sur les pentes les plus sèches des Highlands par exemple. Pour que ce milieu perdure, certaines terres sont brûlées tous les 3 ou 4 ans afin d'empêcher la croissance des arbres et permettre la pousse de pieds de bruyère.
Le Caithness et le Sutherland disposent des plus vastes zones de tourbières ombotrophes inviolées. Celles-ci se caractérisent par leurs sols gorgés d'eau et non oxygénés où aucun micro-organisme ne peut dégrader les débris végétaux qui s'y accumulent et finissent par former la tourbe. Seules des plantes particulières sont adaptées à croître dans ce milieu, comme les sphaignes, les droseras ou la linaigrette à feuilles étroites. Ces tourbières abritent une faune bien spécifique,. Les landes et tourbières sont des milieux très représentés en montagne, quand les conditions de vie sont rendues trop difficiles par le climat pour que la forêt s'implante. Elles abritent alors de nombreuses espèces caractéristiques comme le cerf élaphe, l'aigle royal ou le lièvre variable.

#### Des eaux particulièrement riches
Les mers écossaises sont parmi les plus riches du monde au niveau biologique. Elles abritent un tiers des espèces de baleines et de dauphins du monde, la plupart du maërl (ce terme désigne plusieurs espèces d'algues rouges calcifiées et un habitat marin), des moules (comme Modiolus modiolus) et herbiers marins du Royaume-Uni, et des espèces particulières comme Funiculina quadrangularis. On estime que le nombre total d'espèces marines écossaises excède 40 000,. Lorsque la profondeur est trop importante pour que se développent des herbiers marins, le fond est recouvert de boue, un habitat qui abrite une faune particulière, avec de nombreux invertébrés comme les étoiles de mer, qui profitent de conditions de vie plus stables (moins d'écarts de températures) que dans les herbiers marins.
Les Monticules de Darwin, un important récif corallien d'eau froide, ont été découverts en 1998. Ils se trouvent à environ 1 000 mètres de profondeur dans les eaux de l'Océan Atlantique, à environ 185 km au nord-ouest du cap Wrath, à l'extrémité nord-est de Rockall. Cette région couvre environ 100 km2 et contient des centaines de « monts » d'environ 100 m de diamètre pour 5 m de haut, la plupart ayant une sorte de « queue » en forme de larme pointant au sud-ouest du mont. À leur sommet, on trouve des coraux vivants de type Lophelia et des populations importantes de Syringammina fragilissima, un organisme unicellulaire. Des poissons ont été observés à proximité, mais pas avec des densités plus importantes qu'ailleurs. Des dommages occasionnés par la pêche au chalutier sont visibles sur la moitié orientale des Monticules de Darwin, qui sont étudiés depuis l'été 2000. Désormais le gouvernement britannique prend des mesures pour protéger cette zone. En 2003, la commission européenne prend des mesures d'urgence et interdit certains types de pêche dans ce lieu.
Le littoral écossais est long de 11 803 km et compte 800 îles disposant d'une végétation terrestre, dont 600 sur la côte occidentale.

#### Eaux douces

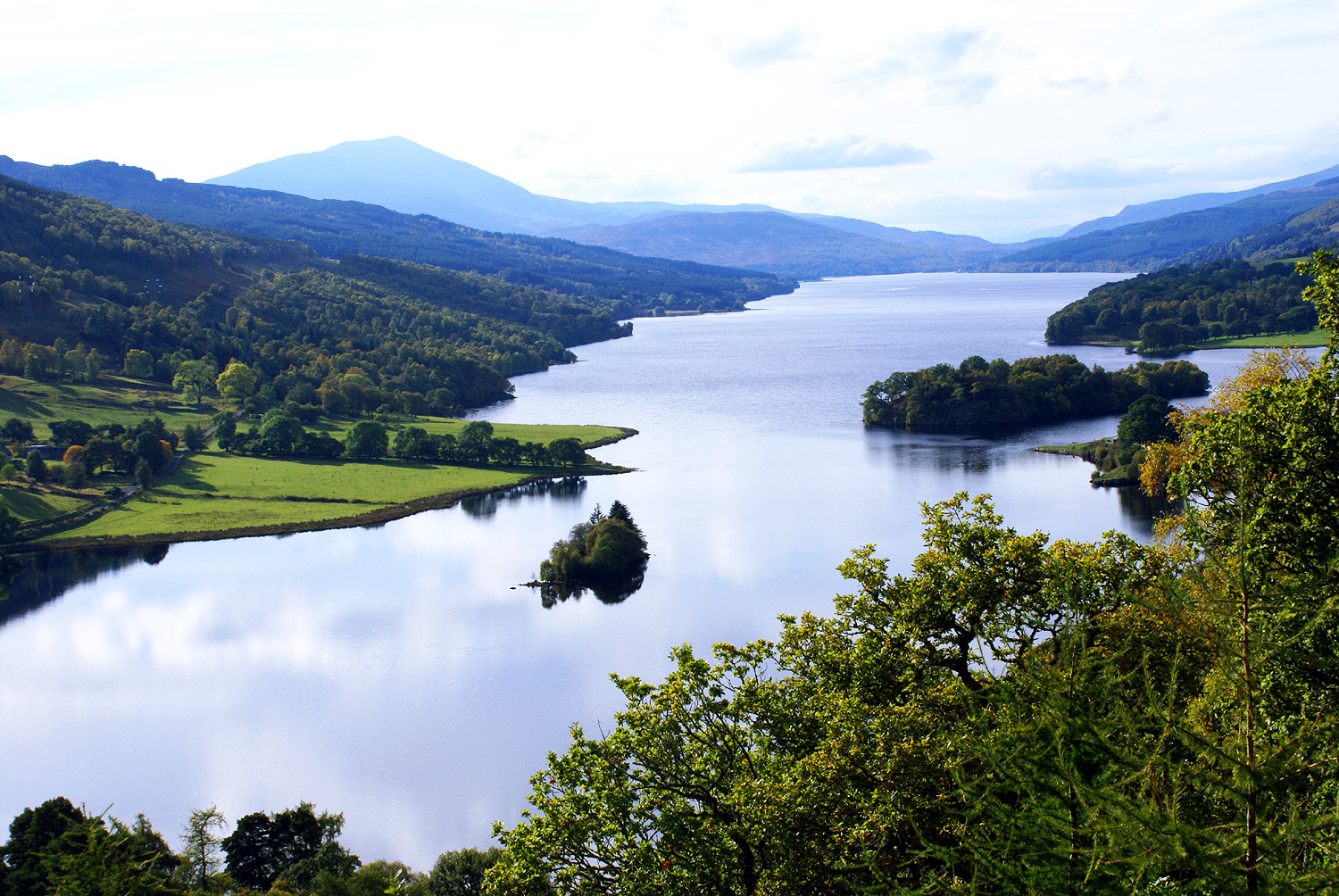
Loch Tummel

L'Écosse dispose de 90 % du volume et 70 % des surfaces en eau douce du Royaume-Uni. Il y a plus de 30 000 lochs et 6 600 rivières. Les lochs peuvent avoir des caractéristiques très différentes suivant leur forme et leurs dimensions (certains faisant plus de 300 m de profondeur) mais surtout suivant la géologie locale. La présence de tourbières en amont peut engendrer des lochs aux eaux acides à la coloration jaune ou marron. Les rivières peuvent également prendre différentes formes suivant le terrain où elles s'écoulent. Elles offrent un cadre de vie à diverses espèces d'oiseaux, de mammifères comme la loutre d'Europe, de poissons d'eau douce comme le saumon atlantique et d'invertébrés.
L'eau douce est également présente sous forme de marais, des habitats abritant quantité d'oiseaux et d'insectes particuliers. On compte environ 198 000 étangs dans le pays, qu'ils soient naturels où créés par l'homme. Ceux-ci forment un lieu de vie idéal pour les tritons, les grenouilles, les crapauds, les libellules, les escargots et de nombreux insectes aquatiques.

#### Protection
En décembre 2007, la directive européenne sur les habitats voit 239 sites, couvrant 8 750 km2, acceptés par la commission européenne comme des Zones spéciales de conservation (ZSC),. Les eaux du littoral écossais font partie des plus riches du globe et abritent 40 000 espèces ou plus. 24 SAC sont des zones marines, et neuf autres sont sur les côtes et comprennent habitat marin et terrestre. Ces zones marines recouvrent 350 km2. Les Monticules de Darwin, qui ont une superficie d'environ 100 km2, sont considérés comme la première ZSC au large des côtes,.

## Mammifères
Soixante-deux espèces de mammifères vivent à l'état sauvage en Écosse, dont treize dans les eaux du littoral. Un tiers des mammifères terrestres voient leurs populations décliner, en raison de la pollution, de la disparition de leur habitat, des changements dans les pratiques agricoles (notamment le surpâturage) et de la compétition avec des espèces introduites. Aucune espèce de mammifères n'est spécifique à l'Écosse, mais on trouve tout de même des sous-espèces endémiques comme le mulot de Saint-Kilda (Apodemus sylvaticus hirtensi), une sous-espèce de mulot sylvestre qui atteint deux fois la taille des spécimens du continent et que l'on trouve uniquement sur l'île de Saint-Kilda, ou le campagnol des Orcades (Microtus arvalis orcadensis), une sous-espèce de campagnol commun que l'on trouve uniquement dans l'archipel des Orcades. Elle a pu y être introduite par les premiers habitants de l'archipel il y a 4 000 ans. Il existe plusieurs races écossaises notables d'animaux domestiques : des races bovines comme la highland, l'angus ou la galloway, le cheval shetland, le mouton de Soay ou le terrier écossais. À noter que l'on trouve une colonie de wallabies à cou rouge qui a été introduite à Loch Lomond.

### Carnivores

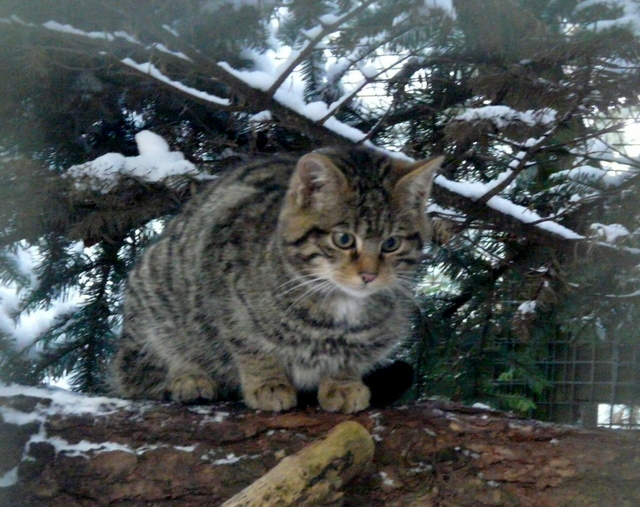
Jeune chat sauvage (Felis silvestris) présenté au Highland Wildlife Park.

La famille des mustélidés est représentée de la même manière que dans l'ensemble de la Grande-Bretagne, avec d'abondantes populations d'hermines et de belettes, à la différence près que le putois est quasiment absent (il avait disparu mais une petite population est revenue s'installer en Argyll) et que l'Écosse est un lieu privilégié pour la martre des pins, bien que la pureté de cette espèce soit mise en danger par la martre d'Amérique relâchée dans le Nord de l'Angleterre. La loutre d'Europe est très présente sur le littoral écossais, mais également au niveau de points d'eau à l'intérieur des terres, et vit même à proximité de Glasgow. Toutefois, elle préfère les îles écossaises où on la rencontre à des densités importantes, comme aux Shetland. Le blaireau est aussi présent en Écosse, et bénéficie de mesures de protection. L'Écosse abrite la seule population de chat forestier des îles britanniques, avec entre 400 et 2 000 individus, ainsi que l'unique population de la sous-espèce crucigera du renard roux (Vulpes vulpes), plus grosse que l'espèce type. Du fait d'une législation sur sa protection mal adaptée, le chat sauvage est menacé d'extinction,.
Des mesures d'extermination des populations sauvages de vison d'Amérique, importé en Grande-Bretagne pour l'élever pour sa fourrure dans les années 1950, ont été entreprises sous les auspices de l'Hebridean Mink Project. Elles pourraient être étendues à d'autres régions où les visons sont abondants comme le parc national de Cairngorms, et peut-être même à tout le Royaume-Uni. Parmi les phoques, seuls les Phocidae sont représentés dans le pays. Deux espèces, le phoque gris et le phoque commun, sont présentes en nombre important sur les côtes écossaises. En 2002, la population écossaise de phoque gris était estimée à 120 600 individus adultes, soit environ 36 % de la population mondiale et plus de 90 % de la population du Royaume-Uni. On compte 29 700 phoques communs, soit environ 90 % de la population du Royaume-Uni et 36 % de la population européenne.

### Rongeurs, insectivores et lagomorphes

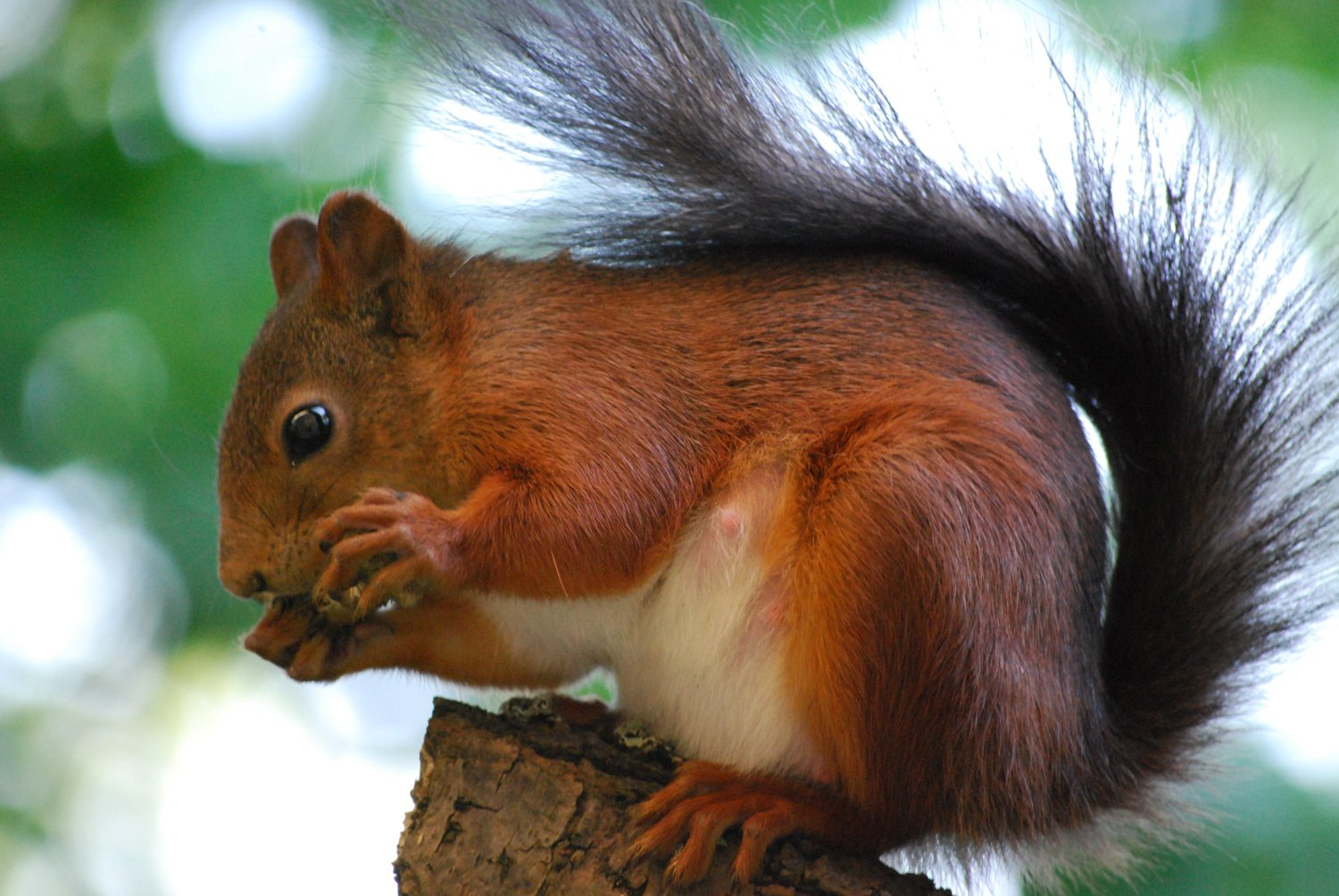
Écureuil roux (Sciurus vulgaris).

On trouve en Écosse 75 % des écureuils roux du Royaume-Uni. Cette espèce est menacée par la compétition à laquelle elle doit faire face depuis l'introduction de l'écureuil gris, et la Scottish Strategy for Red Squirrel Conservation offre un cadre pour sa sauvegarde à long terme,,. Cette association recueille en effet des données pour mieux connaître la distribution de cette espèce et l'évolution de ses effectifs, et travaille avec les propriétaires forestiers pour préserver son habitat. Une étude réalisée en 2007 a montré que la population croissante de martre des pins pouvait assister ce programme car celles-ci s'attaquent préférentiellement à l'écureuil gris,. On ne trouve pas en Écosse de loir commun ni de loir muscardin dans le pays, et le mulot à collier et le rat des moissons se cantonnent au sud de pays. Le mulot de Saint-Kilda et le campagnol des Orcades sont endémiques, mais on les rencontre indifféremment dans toute la Grande-Bretagne. Seuls l'île de Inchcolm, le Firth of Forth et les îles Shiant abritent des colonies de rats noirs. Les populations de campagnol terrestre écossaises se sont révélées génétiquement distinctes de celles du reste du Royaume-Uni. Ce petit rongeur est un des plus menacés du pays, et fait l'objet de mesures de protection. Il est mis en danger par le vison d'Amérique pour qui il représente un mets de choix.
Les insectivores sont identiques à ceux que l'on rencontre dans la Grande-Bretagne dans son ensemble. Le Scottish Natural Heritage, le gouvernement écossais et la Royal Society for the Protection of Birds ont tenté d'éliminer le hérisson commun des Hébrides extérieures, où son introduction a conduit au déclin des populations de limicoles comme le bécasseau variable, le grand gravelot et le chevalier gambette. Son extermination fait l'objet d'importantes controverses puis cesse en 2007,. Les animaux piégés sont désormais réintroduits sur le continent. Le programme a permis de réduire fortement la population et seuls deux animaux sont capturés en 2007. La taupe est présente sur l'ensemble de l'Écosse continentale, ainsi que sur quelques îles.
Les lagomorphes sont représentés par les lièvres et les lapins. Le lièvre variable est le seul membre de cette famille réellement originaire d'Écosse et il est aussi le plus répandu à travers le pays. Le lièvre d'Europe et le lapin européen sont également tous deux présents. Ce dernier a été introduit en Grande-Bretagne par les Romains, mais ne se développe en Écosse qu'à partir du XIXe siècle.

### Ongulés

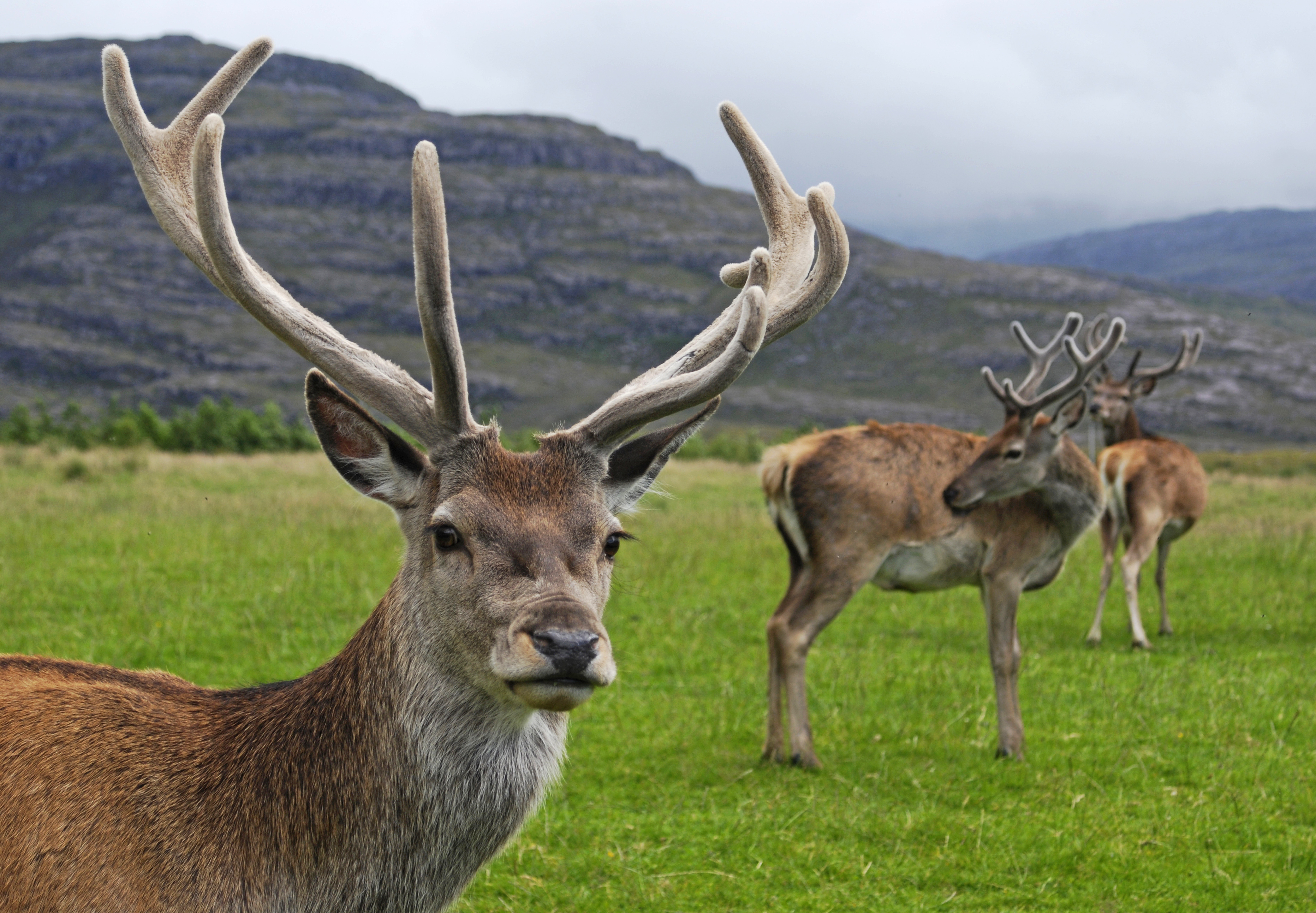
Un cerf élaphe mâle (Cervus elaphus).

Le tableau d'Edwin Henry Landseer représentant un cerf élaphe mâle, le Monarch of the Glen, est l'une des images les plus connues de l'Écosse victorienne. C'est une des 12 sous-espèces de cerf élaphe qui est présente en Écosse, le cerf d'Écosse (Cervus elaphus scoticus). Il est bien représenté dans le pays avec 40 000 individus, bien qu'il souffre de plus en plus de l'hybridation avec le cerf Sika, une espèce introduite. Il affectionne tout particulièrement les collines écossaises (et est donc significativement plus petit que son homologue européen qui vit en forêts), et il cède sa place au chevreuil à plus basse altitude.
Bien qu'on les trouve un peu partout au Royaume-Uni, il n'existe pas de populations sauvages d'hydropotes ni de muntjacs en Écosse.
On peut rencontrer quelques populations de chèvres (Capra hircus) ou de moutons (Ovis aries) marrons, comme le troupeau de 1 000 moutons de Soay que l'on trouve à Saint-Kilda.
Depuis 1952, un troupeau de rennes semi-domestiques vit dans le parc national de Cairngorms,. Cette espèce avait disparu d'Écosse alors qu'on sait qu'elle y vivait autrefois, et qu'elle était notamment chassée aux Orcades au XIIe siècle.

### Chauve-souris
Seules neuf des dix-sept espèces de chauve-souris de Grande-Bretagne peuvent se rencontrer en Écosse. Les espèces les plus courantes sont la pipistrelle commune, la pipistrelle soprane, l'oreillard commun, le murin de Daubenton et le murin de Natterer. On les rencontre dans la majeure partie du territoire écossais, y compris certaines îles des Hébrides. Le murin à moustaches, la noctule commune, la noctule de Leisler et la pipistrelle de Nathusius sont moins répandus et se limitent au Sud du pays. Le grand et le petit rhinolophe, le grand murin et le murin de Bechstein sont absents dans le pays. On ne trouve aucune chauve-souris dans les îles Shetland, à quelques rares exceptions près d'animaux migrants ou erratiques.

### Mammifères marins

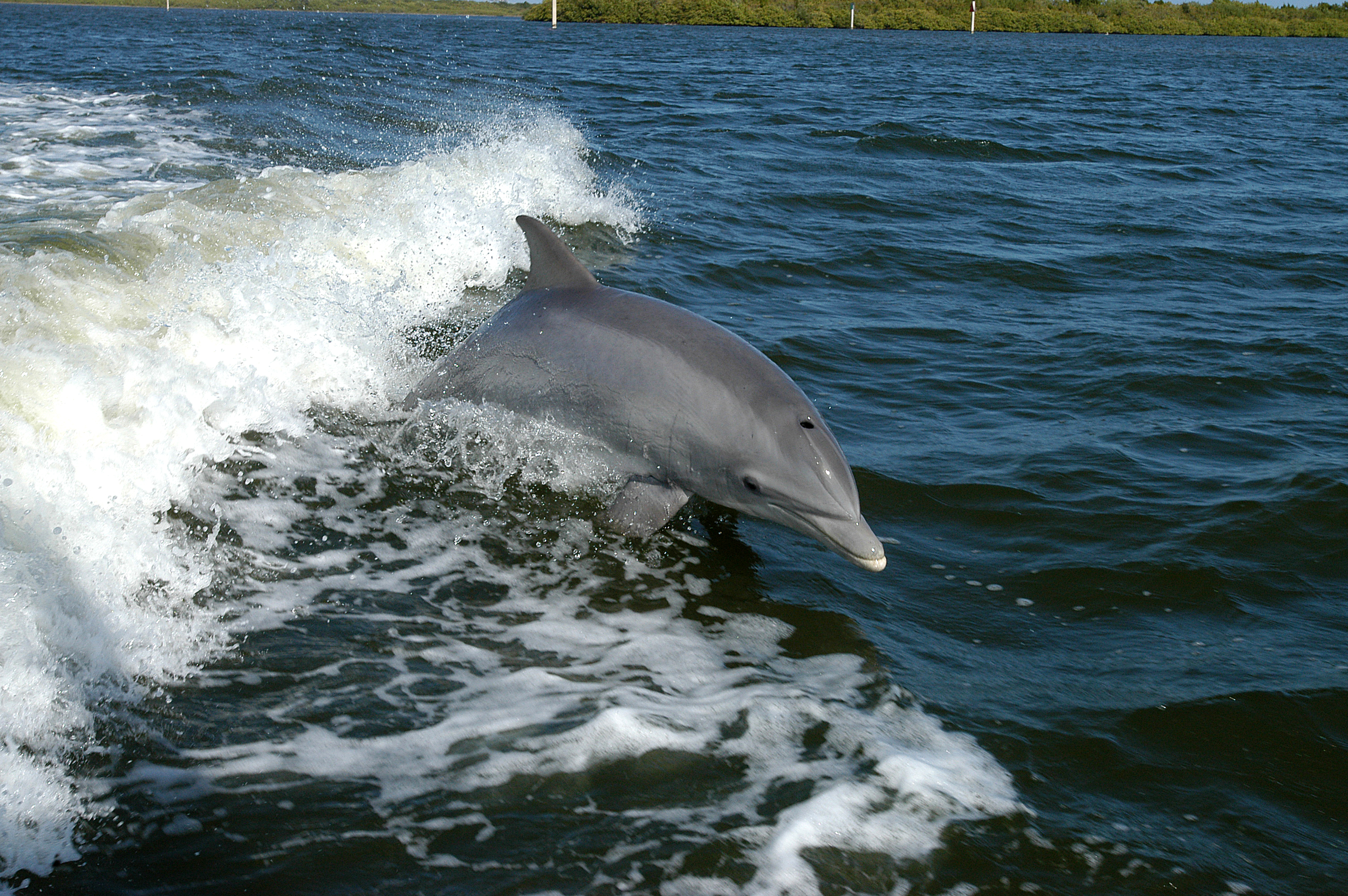
Les dauphins du genre Tursiops font partie des mammifères marins que l'on peut facilement observer au large de l'Écosse.

Vingt-trois espèces de cétacés ont été observées dans les eaux écossaises au cours des 25 dernières années. Seules deux d'entre elles sont communes à proximité des côtes, le marsouin commun et le grand dauphin. Les autres espèces vivent plus au large. Parmi les autres espèces de cétacés que l'on peut rencontrer fréquemment dans les eaux écossaises, on note l'orque, le cachalot, la baleine de Minke, le rorqual commun, le globicéphale commun, le dauphin commun, le lagénorhynque à bec blanc, le lagénorhynque à flancs blancs et le dauphin de Risso. Toutes ces espèces s'aventurent parfois près des côtes et y sont donc visibles, en particulier à certains endroits où la nourriture est abondante. Ainsi, on peut facilement observer la baleine de Minke au large des Orcades ou des Shetland en août et en septembre, et l'orque entre avril et septembre aux alentours des Hébrides. Plus rarement, on peut également observer la baleine bleue, la baleine à bosse, le rorqual boréal, la baleine à bec de True, la baleine à bec de Sowerby, la baleine de Cuvier, l'hyperoodon boréal, le dauphin bleu et blanc, le béluga, la baleine de Biscaye, la fausse orque et le cachalot pygmée.
La colonie de grand dauphin de Moray Firth, qui compte environ 130 individus, est la plus septentrionale du monde. Un reportage télévisé de 2007 a indiqué que cette espèce est prédatrice du marsouin commun. Un tiers des carcasses de marsouins observés par les spécialistes entre 1992 et 2002 portaient des traces indiquant que la mort était due à des attaques de dauphins. Toutefois, les écologistes expriment leur mécontentement vis-à-vis de la décision du gouvernement britannique d'autoriser la prospection de pétrole et de gaz dans le Moray Firth, qui met en péril cette population de cétacés. Face à cela, le gouvernement a mis en place des études de sismologie en 2009, suspendant des recherches plus poussées,,.

### Mammifères domestiqués

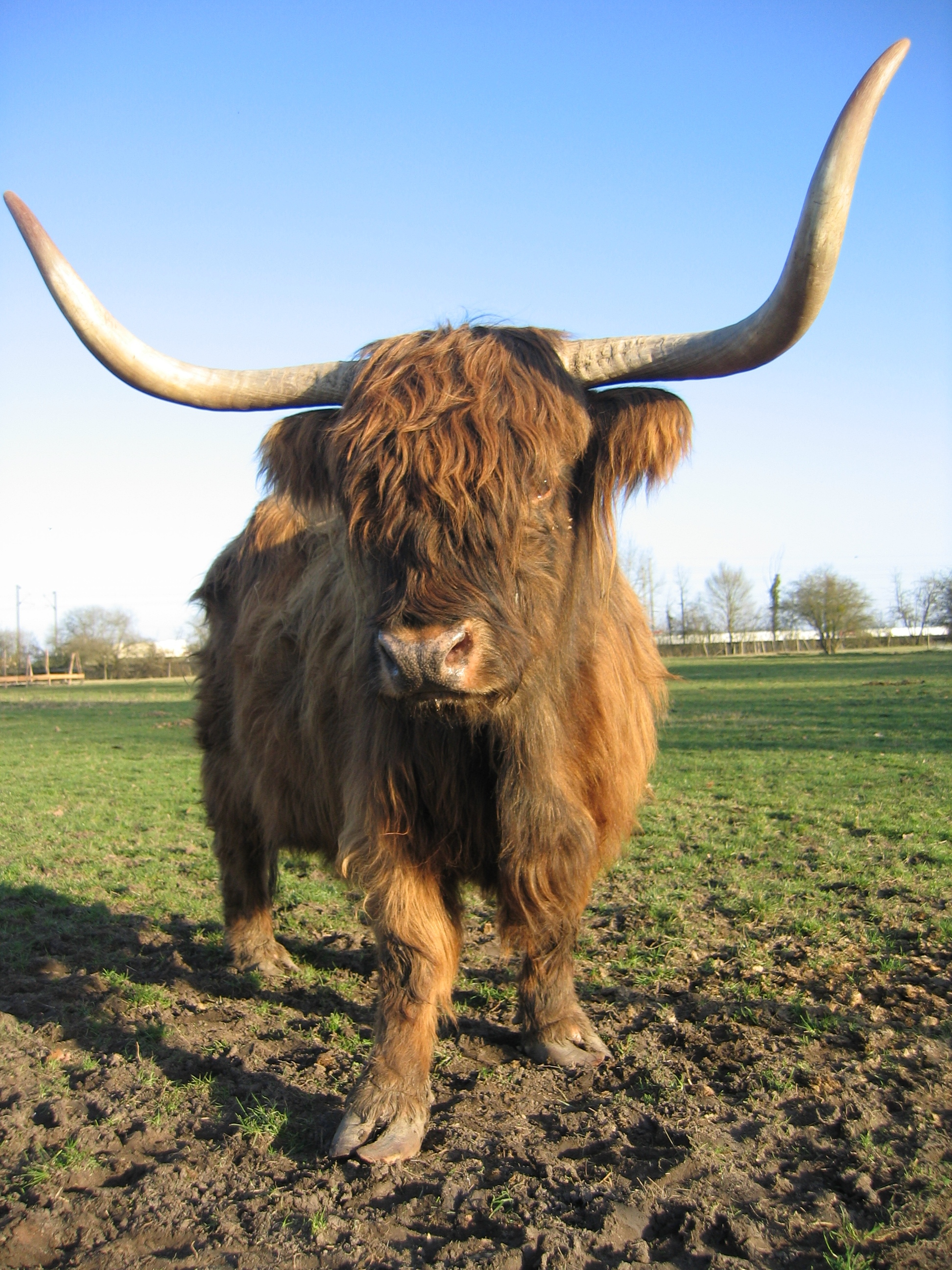
La Highland est réputée pour sa rusticité.

L'Écosse a vu apparaître différentes races d'animaux domestiques, parmi lesquelles différentes races de chiens dont les plus connus sont le Terrier écossais, le Deerhound, et surtout les races de chiens de bergers réputées que sont le colley et le Border collie. On trouve également une race de chats, le Scottish fold, caractérisée par ses oreilles repliées. Le mouton, animal emblématique du pays, est représenté par le Scottish Blackface, une race rustique qui valorise les prairies d'altitude. Le mouton de Boreray est lui originaire de l'île du même nom, et le mouton de Soay est retourné à l'état sauvage sur l'archipel de Saint-Kilda.
La vache Highland, originaire de la région éponyme, s'est adaptée à sa région d'origine en développant de grandes qualités de rusticité, qui en font aujourd'hui une race réputée dans le monde entier, et exportée dans certaines régions aux conditions difficiles comme le Canada, l'Alaska, la Scandinavie mais aussi des régions marécageuses. Les autres races bovines du pays sont l'Ayrshire, l'Angus et la Galloway. Ces deux dernières font partie des rares races de vaches naturellement sans cornes. L'Angus est par ailleurs connue pour sa viande particulièrement savoureuse. Elle est très répandue dans le monde entier, et souvent utilisée en croisements. Les chevaux sont représentés dans le pays par le poney Shetland, l'un des plus petits équidés du monde, qui se distingue également par sa force et sa robustesse par rapport à sa taille. Adapté aux conditions difficiles de ces îles nordiques, il résiste à des températures extrêmes et peut évoluer sur des terrains très accidentés. Le Clydesdale est une race de chevaux de trait originaire de la vallée de Clyde et le Highland un grand poney robuste de montagne.

## Avifaune
L'histoire des oiseaux en Écosse comprend trois phases successives : la colonisation naturelle après l'ère glaciaire, les extinctions causées par les hommes et l'introduction par l'homme d'espèces non-indigènes. Du fait de leur plus grande mobilité, on ne peut pas généraliser cette chronologie aux oiseaux. L'Homme moderne a fait de grands dégâts dans les populations d'oiseaux, notamment parmi les rapaces, mais les évolutions naturelles des populations sont complexes. Par exemple, le fulmar boréal était présent à Skara Brae au néolithique, mais son aire de répartition se limitait à Saint-Kilda au Moyen Âge. Depuis, il s'est développé dans la plupart des îles britanniques,.

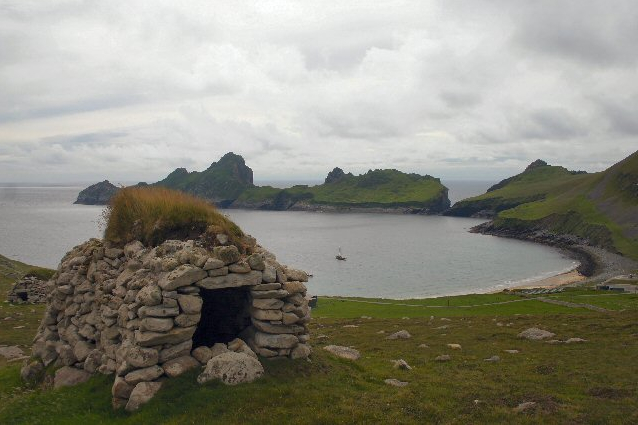
Village Bay, à Saint-Kilda, un site inscrit au patrimoine mondial de l'UNESCO, et un véritable paradis pour les oiseaux de mer.

La plupart des 250 espèces d'oiseaux qui peuplent actuellement en Grande-Bretagne peuvent se rencontrer en Écosse, et peut-être 300 espèces supplémentaires y vivent mais sont plus rares. Au total, 247 espèces ont été répertoriées officiellement dans le pays, et réparties dans trois listes par la Société royale pour la protection des oiseaux concernant les risques qu'ils encourent dans l'avenir. 40 sont placées sur la liste rouge, 121 sur la liste ambre et 86 sur la liste verte,.
Le bec-croisé d'Écosse (Loxia scotica), qui vit dans les forêts de conifères des Highlands, est la seule espèce d'oiseau endémique de Grande-Bretagne, et avec seulement 300 couples reproducteurs, elle est l'une des espèces les plus menacées d'Europe. Sa forme, sa teinte rouge ou verte et son habitude de se pendre la tête en bas l'amène à être souvent comparé au perroquet. Saint-Kilda a une sous-espèce unique de troglodyte mignon, le troglodyte de Saint-Kilda (Troglodytes troglodytes hirtensis), qui se perche sur les rochers et les falaises de cette île de l'Atlantique dépourvue d'arbres, et s'est donc adapté en développant des pattes plus fortes et plus grandes que la sous-espèce continentale. Il est également un peu plus grand, a un bec plus long, des coloris un peu plus variés et un chant « particulièrement doux et mélodieux ». Cette sous-espèce est répertoriée pour la première fois en 1884 et est protégée par une loi spéciale en 1904 pour éviter qu'elle ne soit mise en danger par les « ornithologistes, taxidermistes et touristes ».

### Rapaces

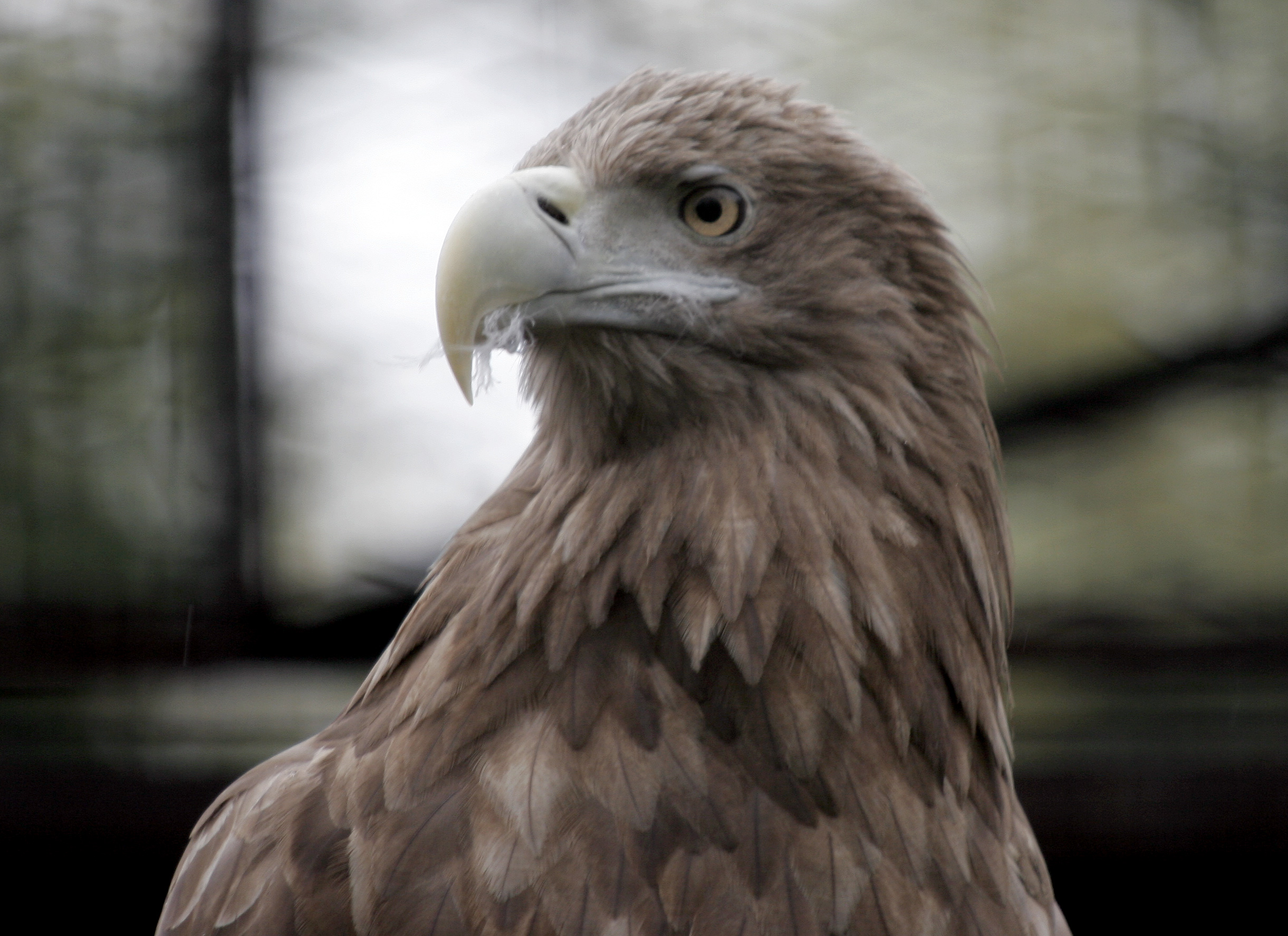
Le pygargue à queue blanche (Haliaeetus albicilla), réintroduit en Écosse en provenance de Norvège après 60 ans d'absence dans le pays.

Presque tous les 600 couples d'aigles royaux que l'on rencontre en Grande-Bretagne sont localisés en Écosse, et il en est de même pour les faucons pèlerins. Le faucon hobereau, le busard des roseaux et le busard cendré que l'on rencontre en Angleterre et au pays de Galles sont par contre absents du pays. Le pygargue à queue blanche, qui avait disparu d'Écosse au début du XXe siècle, est réintroduit avec succès et compte une trentaine de couples en 2006. De même, un programme de réintroduction est en cours pour le milan royal, qui avait été exterminé dans le pays à la fin du XIXe siècle. Après une absence d'environ 40 ans, le balbuzard pêcheur a recolonisé avec succès l'Écosse au début des années 1950. En 1899 il se reproduit dans les ruines du château de Loch an Eilean près d'Aviemore et à Loch Arkaig jusqu'en 1908. En 1952 on repère un nouveau site de reproduction à Loch Garten. On compte aujourd'hui 150 couples reproducteurs.
D'autres espèces de rapaces du Royaume-Uni sont courantes en Écosse comme le faucon crécerelle, le busard Saint-Martin, l'autour des palombes, l'épervier d'Europe, la chouette hulotte, la chouette effraie, et la chevêche d'Athéna, bien que cette dernière se cantonne au sud du pays,. Les buses ont connu un bon renouveau, ayant recouvré des persécutions que l'homme leur a fait subir et de l'épidémie de myxomatose des années 1950 qui a amoindri la disponibilité de leurs proies. Leur nombre a triplé entre 1978 et 1998. Par contre, un seul couple de harfang des neiges s'est reproduit à Fetlar entre 1967 et 1975.
En 2009 on rapporte que le gouvernement écossais décide de lancer un plan assez controversé pour réintroduire des éperviers près des pigeons voyageurs à Glasgow, Édimbourg, Kilmarnock, Stirling et Dumfries pour un coût total de 25 000 £.

### Oiseaux de mer

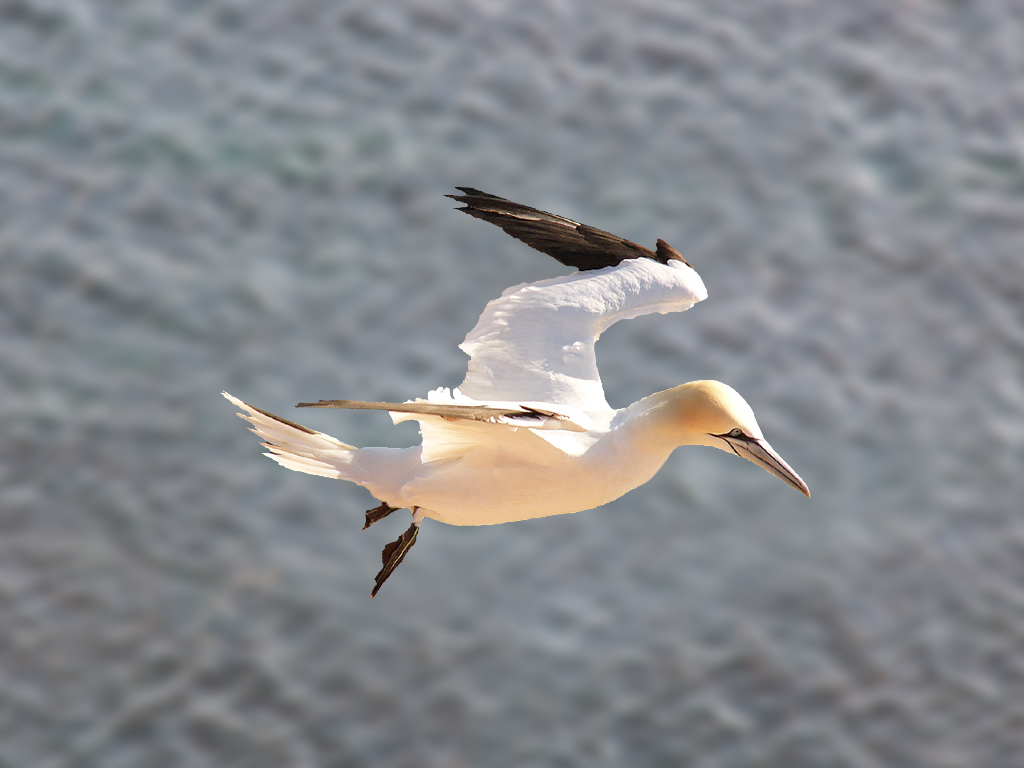
Fou de Bassan (Morus bassanus).

Les mers d'Écosse abritent presque la moitié des oiseaux de mer qui se reproduisent en Union européenne, dont environ la moitié de la population mondiale de fou de Bassan et un tiers de celle de puffin des Anglais. Quatre espèces d'oiseaux de mer voient leurs populations britanniques localisées à 95 % en Écosse, et 14 autres ont plus de la moitié de leur population reproductrice dans les colonies écossaises. Le site de Saint-Kilda, inscrit au patrimoine mondial de l'UNESCO, est un véritable paradis pour les oiseaux de mer. On y rencontre 60 000 fous de Bassan, soit 24 % de la population mondiale, 49 000 couples reproducteurs d'océanite cul-blanc, soit plus de 90 % de la population européenne, 136 000 couples reproducteurs de macareux moine et 67 000 couples de fulmar boréal, soit environ 30 % et 13 % respectivement de la population britannique totale. L'île de Mingulay a également une très large population d'oiseaux de mer et est un important site de reproduction pour le petit pingouin, avec 9 514 couples, 6,3 % de la population européenne.
Environ 60 % des grands labbes nichent en Écosse, principalement dans les Orcades et les Shetland. Le pays est également le lieu de nidification pour 90 % des sternes arctiques du Royaume-Uni, la majorité d'entre elles nichant en colonies dans les Orcades et les Shetland. Une part similaire des guillemots à miroir du Royaume-Uni se reproduit sur les îles écossaises parmi lesquelles celles de Unst, Mingulay et Iona. L'Écosse abrite également 1 000 couples de labbes parasites et 21 000 couples reproducteurs de cormoran huppé, soit 40 % de la population totale de cette espèce.

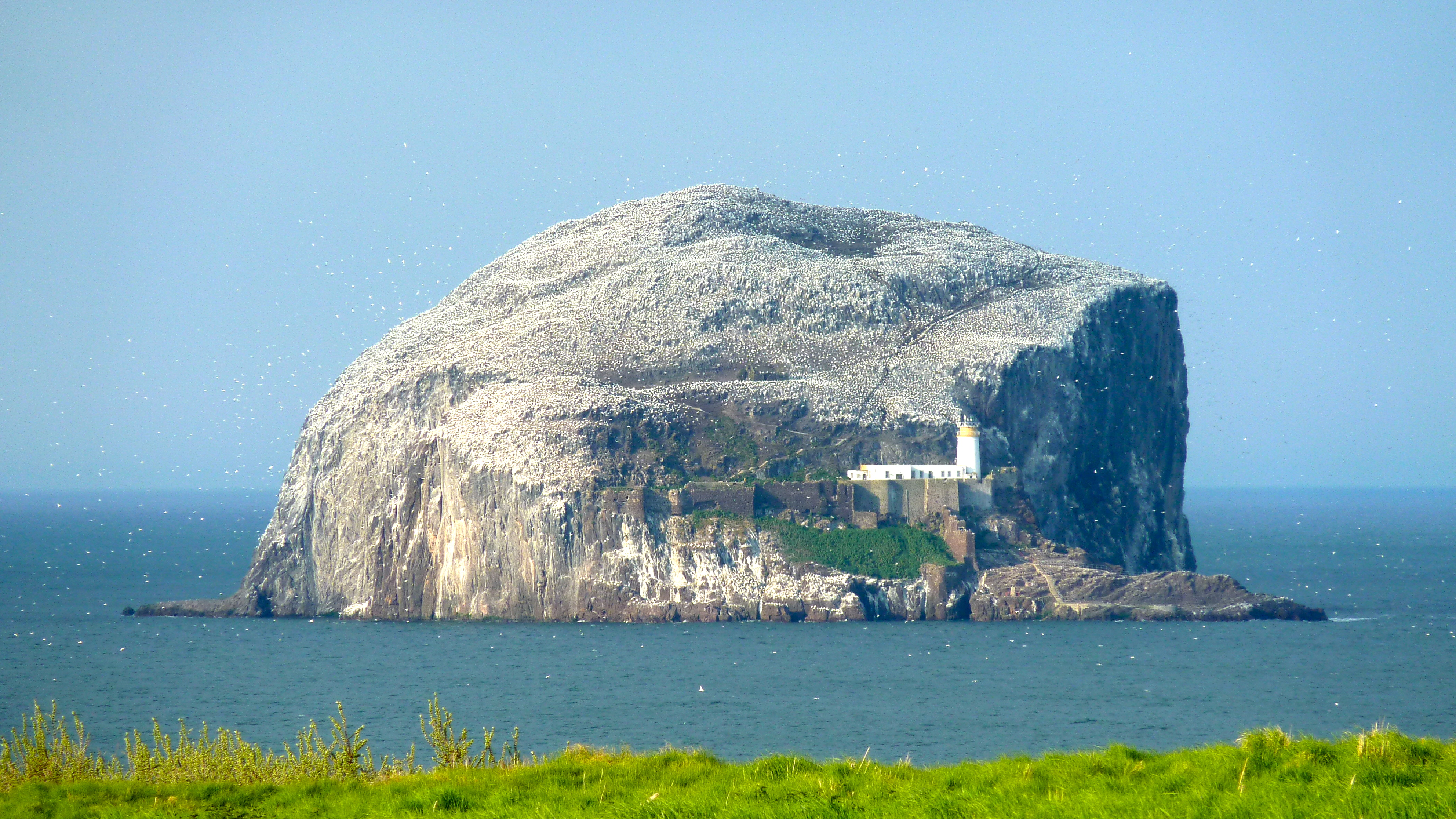
Le Bass Rock vu de North Berwick.

Plus de 130 000 oiseaux sont présents dans la réserve naturelle de Fowlsheugh dans l'Aberdeenshire en plein cœur de la période de reproduction, en faisant une des plus importantes colonies d'oiseaux de mer de Grande-Bretagne. Depuis 2005, environ 18 000 couples reproducteurs de mouettes tridactyles y reviennent chaque année, et on y trouve aussi un nombre important de macareux, de petits pingouins, de fulmars, de goélands argentés et de goélands marins. Le Bass Rock dans le Firth of Forth abrite plus de 40 000 couples de fous de Bassan et est la plus vaste colonie de cette espèce au monde sur un seul rocher. Le nom scientifique de Morus bassanus dérive de ce rocher,.

### Gibier, échassiers et autres non-passereaux
Le grand tétras et le lagopède alpin, placés sur la liste rouge, se reproduisent en Écosse mais à nul autre endroit sur les îles britanniques. Le premier disparaît du pays en 1785 avant d'être réintroduit avec succès à partir de la population suédoise en 1837,. Il y a des populations importantes d'autres galliformes comme le tétras lyre et le célèbre lagopède d'Écosse. La caille des blés, la perdrix grise et le faisan de Colchide sont très présents, alors que la perdrix rouge l'est un peu moins. On trouve une petite colonie de faisan doré au sud-ouest du pays.

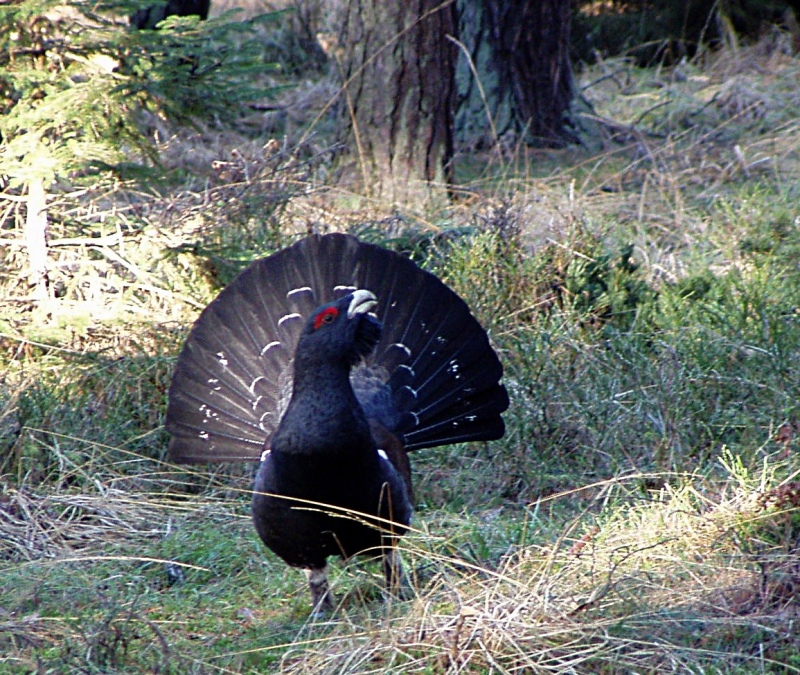
Un grand tétras mâle (Tetrao urogallus)

Parmi les échassiers, les avocettes, les œdicnèmes, le petit gravelot et le pluvier à collier interrompu ne se rencontrent pas en Écosse, mais la centaine de couples de pluviers que l'on rencontre au Royaume-Uni passe l'été dans le pays, comme l'ensemble des courlis corlieus, chevaliers aboyeurs et phalaropes à bec étroit (bien que ces deux dernières espèces nichent également en Irlande),. En été, les lochs peu profonds du machair dans les North Uist et le Benbecula regroupent une très grande variété d'échassiers et de canards dont le canard souchet, l'eider à duvet, la grèbe esclavon et la macreuse noire, placée sur la liste rouge. Le garrot à œil d'or a colonisé une aire centrée autour du parc national de Cairngorms depuis les années 1970, et environ 100 couples se reproduisent ici. La majorité des 8 000 cygnes chanteurs des îles britanniques hivernent en Écosse et en Irlande,. Pratiquement toutes les 40 000 bernaches nonnettes qui se reproduisent au Groenland arrivent à Islay en hiver, la plupart y restant que quelques jours avant de se disperser dans la région environnante. Environ 40 000 autres oiseaux utilisent le bassin de Montrose comme lieu de séjour temporaire en octobre, et 20 % de la population mondiale des 225 000 oiseaux passent l'hiver dans les lochs écossais. Le plongeon arctique et le plongeon catmarin, placés sur la liste ambre, se reproduisent principalement dans le Nord et l'Ouest de l'Écosse. Des efforts considérables ont été réalisés pour conserver le timide râle des genêts et cette espèce menacée a retrouvé une population honorable de 670 couples. Le torcol fourmilier (Jynx torquilla) est également placé sur liste rouge et on compte seulement 2 ou 10 couples reproducteurs en Écosse. Parmi les colombidés la tourterelle des bois est absente, mais dans les îles britanniques le pigeon biset est confiné aux côtes du Nord et de l'Ouest de l'Écosse et de l'Irlande.

### Passereaux

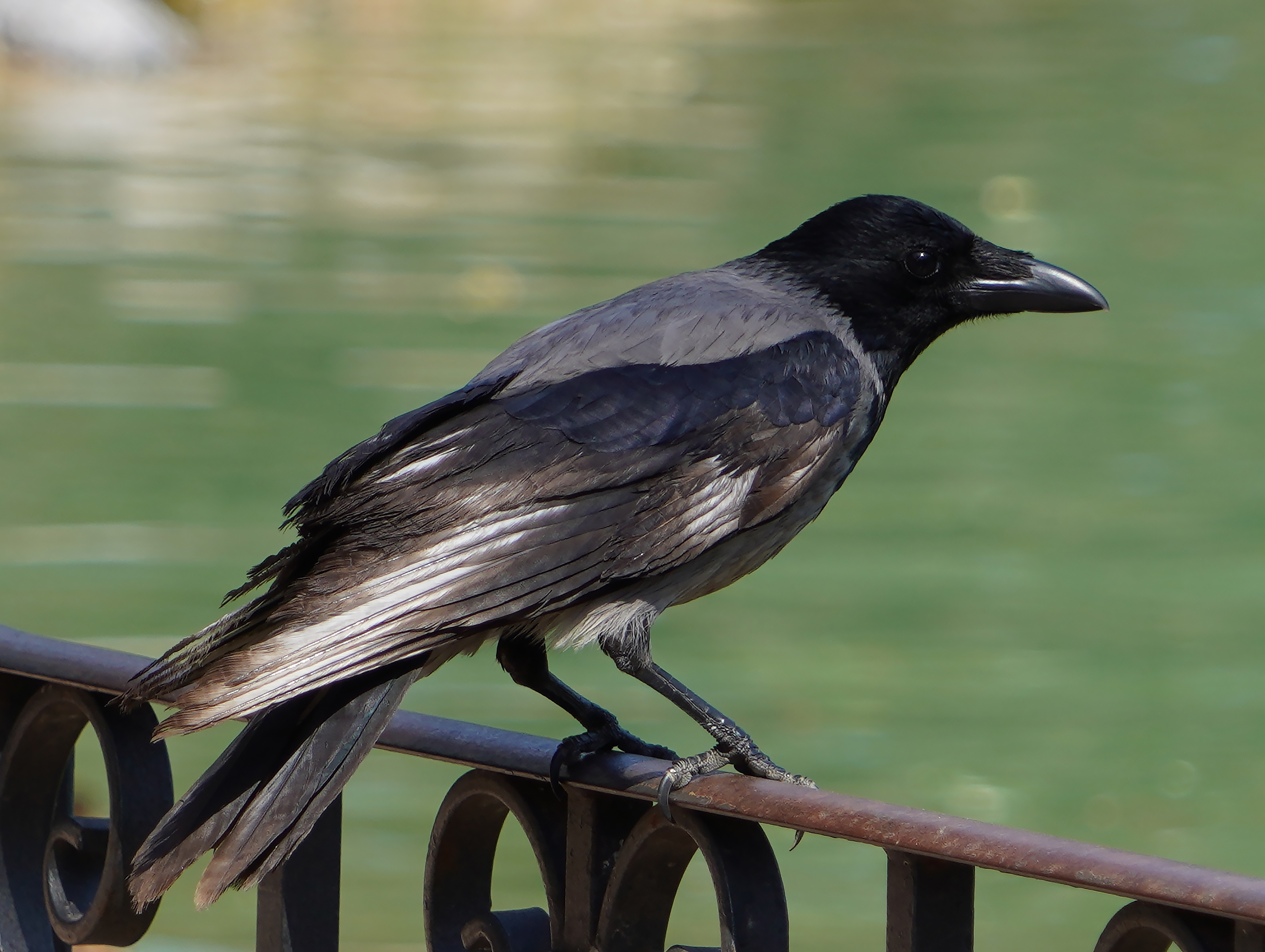
Corneille mantelée (Corvus cornix)

Les corbeaux sont des oiseaux typiques des forêts européennes mais, en Écosse, on les associe plus généralement aux montagnes et aux côtes. En 2002 la corneille mantelée est reconnue comme espèce à part entière, séparée de la corneille noire. L'Écosse et l'Irlande du Nord abritent l'ensemble des 190 000 individus de la population anglaise de la première espèce. Une étude récente suggère que le nombre de corbeaux est en augmentation mais que les corneilles mantelées ont décliné de 59 % tandis que les effectifs de corneille noire sont stables. Concentrés sur les îles d'Islay et Colonsay, 340 couples de craves à bec rouge nichent en Écosse.
En plus des bec-croisés, on trouve des populations dispersées de 2 400 couples reproducteurs de mésange huppée dans les restes de la forêt calédonienne et dans des plus larges plantations comme la forêt de Culbin à Moray. La population de merles à plastron a décliné et se réduit aujourd'hui à 7 000 couples, probablement à cause des perturbations causées par le nombre croissant de visiteurs dans leur habitat d'origine. On ne trouve guère plus de 100 couples reproducteurs de bruants des neiges, bien qu'en hiver ils soient rejoints par des individus migrants venus d'Europe continentale. Un site de nidification près de Dumfries semble avoir été utilisé par des cincles depuis 1881. L'Écosse abrite 95 % de la population britannique de la linotte à bec jaune, une espèce placée sur la liste rouge, soit environ 64 000 couples. Toutefois, d'après une étude récente de la RSPB, il y a eu une forte chute des effectifs durant l'hiver 2006, passant de 6 000 à 300 individus dans le comté de Caithness et Sutherland.

### Oiseaux présents occasionnellement
La position de l'Écosse sur la côte ouest de l'Europe fait que ce pays est parfois visité par des oiseaux qui n'y vivent pas la plupart du temps. Cela inclut la présence occasionnelle d'oiseaux vagabondant très loin de leur lieu de vie habituel.
Fair Isle est un lieu à la renommée internationale pour l'observation d'oiseaux migrateurs. On peut exceptionnellement y observer certains passereaux comme la rousserolle à gros bec, le bruant à gorge blanche, la paruline à croupion jaune et le gobemouche à collier. Plus de 345 espèces d'oiseaux différentes ont été observées sur cette île qui mesure seulement 7,68 km2.
Ailleurs dans le pays, on a observé la présence exceptionnelle en 2006 d'un plongeon à bec blanc à Gairloch, un albatros à sourcils noirs dans les Hébrides extérieures, une mouette atricille aux Shetland et un bécasseau roussâtre à Lossiemouth. Auparavant, on avait pu observer la présence accidentelle d'un butor d'Amérique en 1888 et d'un héron pourpré la même année, d'une sarcelle élégante en 1958 et d'une cigogne noire en 1977. Certains oiseaux semblent également s'être échappés de captivité, comme un faucon lanier en 1976, des flamants du Chili en 1976 et 1979, un cygne à cou noir en 1988 et une buse à queue rousse en 1989. Ces quelques observations ne sont que des exemples ponctuels qui ne donnent qu'un petit aperçu de la complexité et de la diversité de l'avifaune d'Écosse.

## Poissons

### Poissons d'eau douce
Parmi les 42 espèces de poissons d'eau douce que l'on rencontre en Écosse, seule la moitié a naturellement colonisé ce milieu. Les espèces indigènes comprennent l'alose, la truite fario, l'anguille d'Europe, la lamproie marine, la lamproie de Planer et la lamproie de rivière. Les rivières écossaises disposent d'une des plus importantes populations de saumon atlantique, avec près de 400 rivières à saumons abritant des populations distinctes génétiquement. Parmi ces espèces, le saumon atlantique, la truite de mer, la lamproie de rivière et l'anguille d'Europe ont la particularité de passer une partie de leur vie en mer, et de revenir dans les rivières où ils sont nés pour se reproduire ; elles sont anadromes. En effet, du fait de la situation insulaire de la Grande-Bretagne, les poissons qui ont colonisé les rivières sont souvent venus par la mer.
La truite se caractérise par deux populations aux modes de vie distincts : la truite de mer vit en mer et revient se reproduire sur le continent, quand la truite fario passe sa vie dans les rivières écossaises. Les populations de truites se caractérisent également par la présence de grosses truites se nourrissant d'autres poissons et vivant au fond des lochs, les « ferox ». Cinq espèces sont considérés comme d'arrivée récente en Écosse, ayant colonisé le pays naturellement avant 1790. Ce sont le grand brochet, le gardon, la loche franche, la perche commune, et le vairon. D'autres espèces indigènes plus rares sont présentes comme le corégone clupéoïde que l'on trouve seulement à deux endroits et l'omble chevalier. Ces deux espèces sont menacées par la grémille, une espèce introduite. L'omble semble être la première espèce à regagner les eaux douces du pays après la fin de l'ère glaciaire, et environ 200 populations distinctes existent,,. L'Esturgeon d'Europe, bien que très rare, est également considéré comme faisant partie de la faune locale.
Les eaux douces écossaises sont également peuplées de nombreuses espèces qui y ont été introduites comme l'ombre commun, la truite arc-en-ciel le rotengle, la tanche, la brème, la vandoise, le goujon, la grémille et le chabot.

### Poissons marins

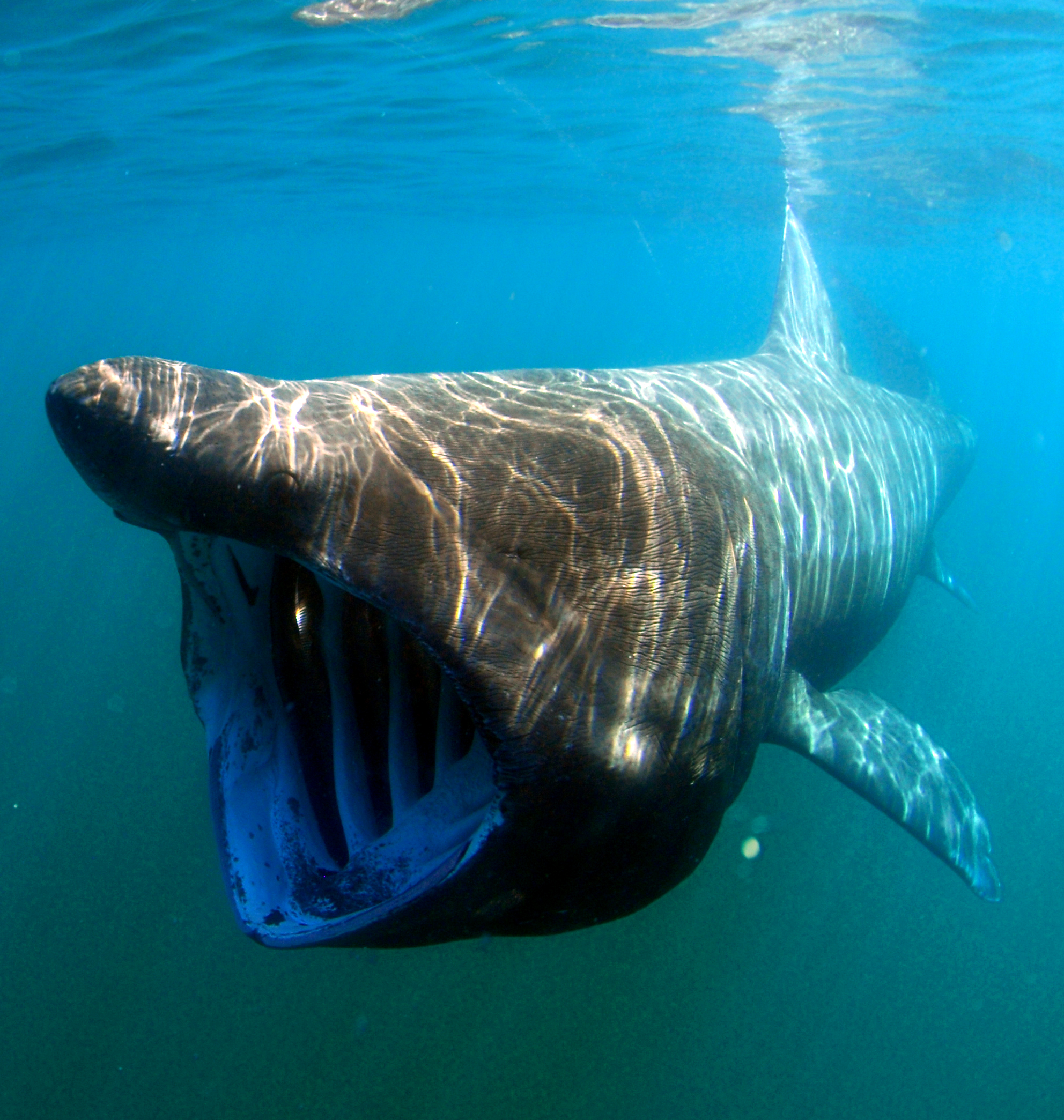
Le requin pèlerin fait partie des animaux remarquables des eaux écossaises.

On compte 250 espèces de poissons marins, la plus représentée étant le lieu noir. Parmi les autres poissons pélagiques, on note également le maquereau, le hareng, la sardine et le sprat. Diverses espèces préfèrent les eaux plus profondes comme la maraîche, le requin bleu, l'anguille d'Europe, le bar, le flétan de l'Atlantique, l'aiglefin, le merlan, la baudroie, des espèces de poissons plats comme la plie et la sole et diverses espèces de raies, dont les plus abondantes sont la raie bouclée, la raie fleurie et la raie lisse. Le requin le plus célèbre et le plus imposant du pays est le requin pèlerin, qui se nourrit essentiellement de plancton. Un autre poisson remarquable, le poisson loup, est présent tout particulièrement dans les eaux à l'est du pays. Les eaux les plus profondes sont habitées par le grenadier de roche, le sabre noir, la lingue espagnole, et l'hoplostèthe orange. On observe globalement une régression des populations faisant l'objet d'une pêche commerciale, comme le merlu commun, le dragonnet lyre, la souris de mer et le tacaud norvégien, quand d'autres espèces comme la limande commune, la petite sole jaune et l'arnoglosse lanterne, qui ne font pas l'objet d'une telle exploitation, voient leurs effectifs augmenter.
Dans les eaux peu profondes près des côtes on peut rencontrer des blennies, des gobies, des stromatées et des syngnathes.

## Amphibiens et reptiles terrestres

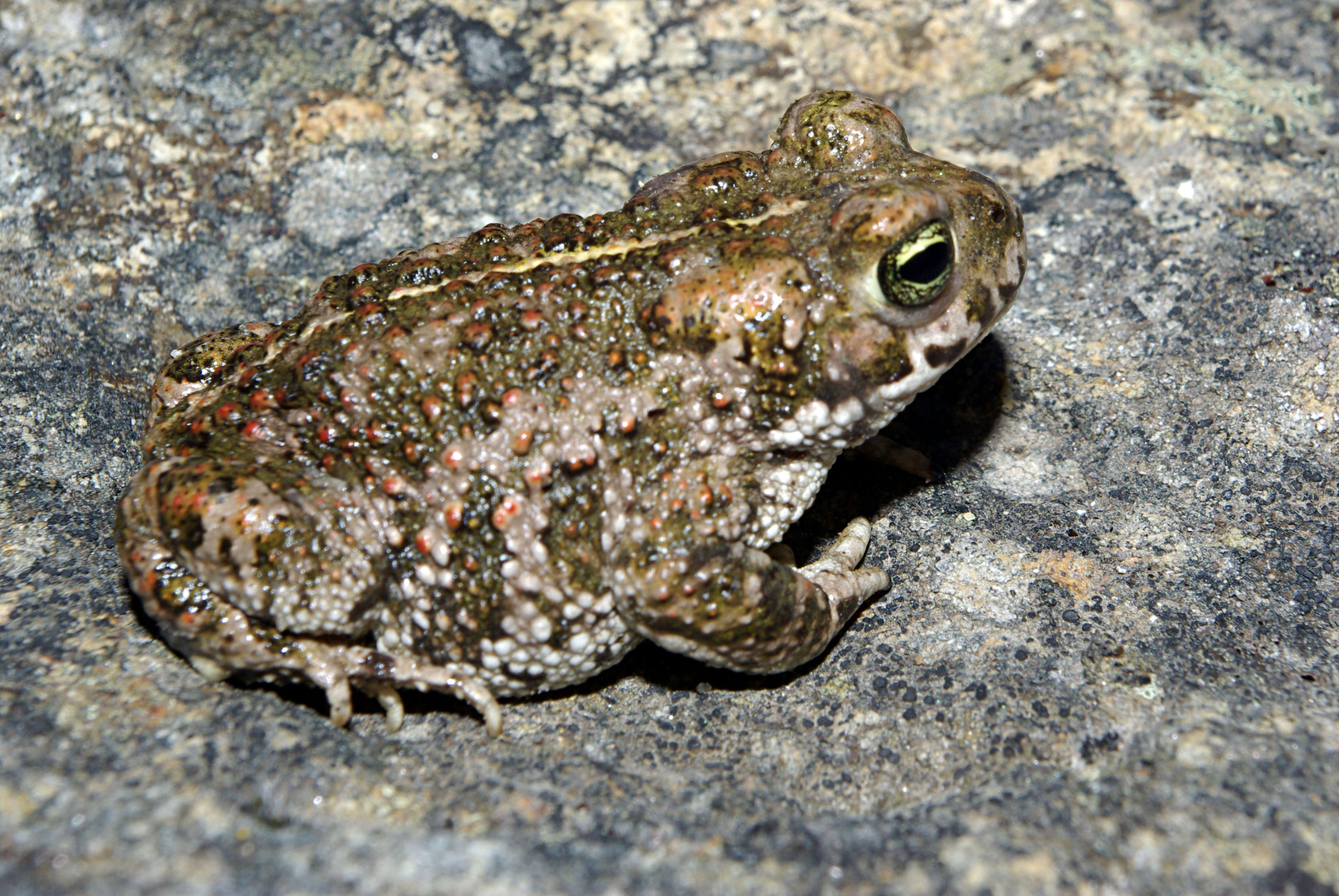
Crapaud calamite.

La situation de l'Écosse dans le Nord des îles Britanniques, et son climat plutôt frais, n'en font pas réellement un paradis pour les animaux à sang froid. Ainsi, seuls six amphibiens et quatre reptiles terrestres sont indigènes dans le pays. Parmi les amphibiens on compte 3 espèces de tritons : le triton crêté, qui ne comprend que 1 000 individus, le triton ponctué et le triton palmé. Les deux derniers sont assez courants, notamment le triton palmé, et se rencontrent un peu partout dans le pays, avec une préférence pour les « lowlands » (les plaines). Par contre le triton crêté est plus rare, et on ne connaît qu'une centaine de mares et étangs où il se reproduit, principalement en Dumfries and Galloway, mais également dans l'Invernesshire. Les autres amphibiens que l'on rencontre dans le pays sont le crapaud commun, le crapaud calamite et la grenouille rousse. Le crapaud calamite a toujours eu une aire de répartition limitée en Grande-Bretagne, mais elle s'est encore réduite ces dernières décennies et on ne connaît plus que quatre colonies en Écosse, au nord du Solway Firth, dans le Dumfriesshire. Le crapaud commun et la grenouille rousse sont eux très répandus dans l'ensemble du pays, cette dernière pouvant même être rencontrée sur certaines îles des Hébrides. Un seul amphibien non originaire de Grande-Bretagne est connu en Écosse, le triton alpestre, qui se cantonne à la région d'Édimbourg.

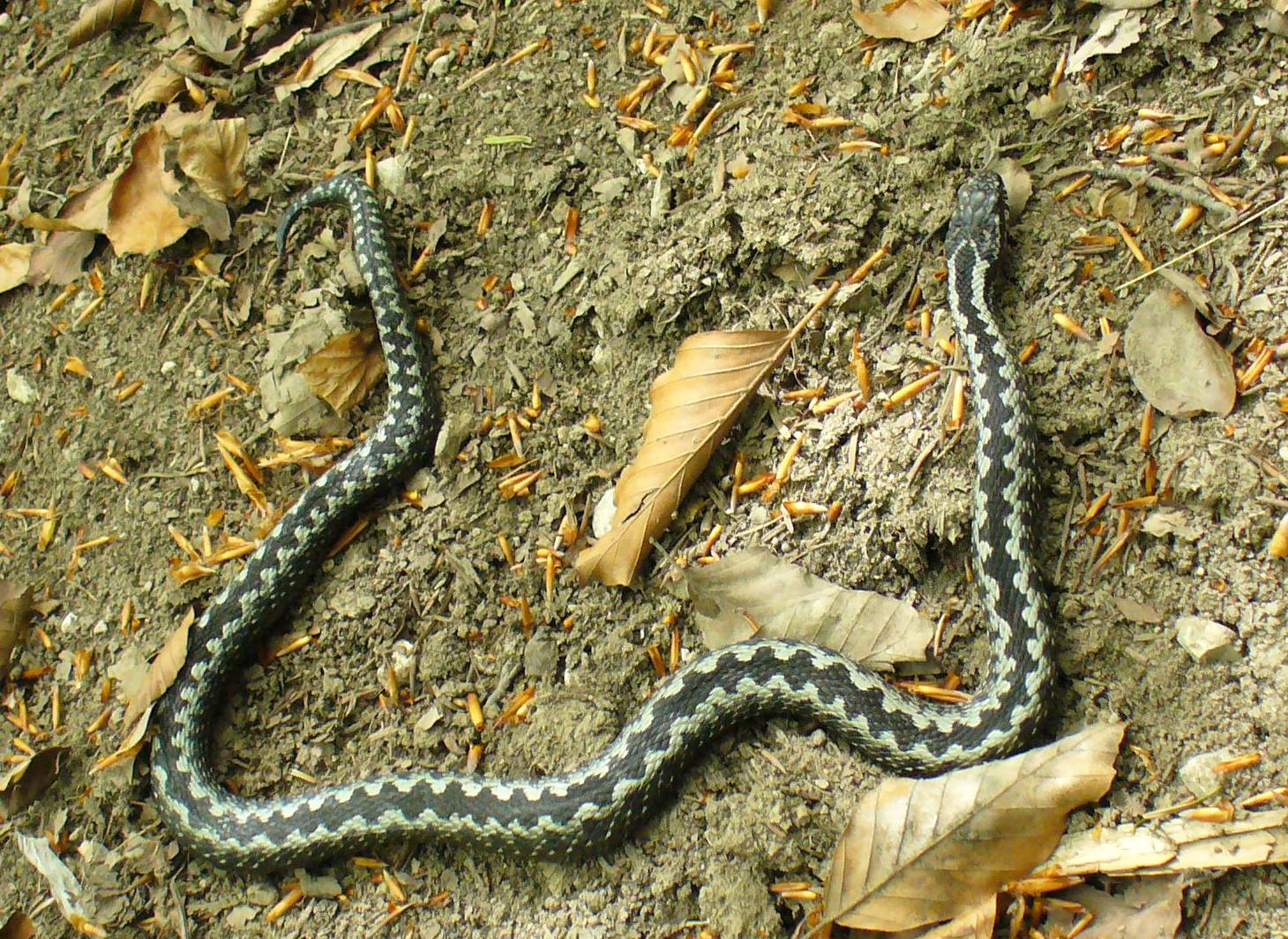
Vipère péliade (Vipera berus)

Un seul serpent se rencontre assez fréquemment en Écosse, la vipère péliade. La couleuvre à collier est elle rare, et on n'est pas sûr qu'elle y vive toute l'année. Du côté des lézards, l'orvet, un lézard sans pattes parfois confondu avec un serpent, est assez courant. Contrairement à la vipère qui aime prendre des bains de soleil, il se cache la plupart du temps sous des rochers. C'est le seul reptile des Hébrides extérieures. Lorsque le temps est ensoleillé, on a l'occasion d'observer le lézard vivipare, la quatrième espèce de reptile indigène au pays. Il est très répandu dans l'ensemble du pays, à l'exception des Central Lowlands et des îles du Nord. La coronelle lisse, que l'on rencontre partout ailleurs au Royaume-Uni, est elle absente. Des lézards des souches ont été introduits dans les Hébrides extérieures au cours d'une expérimentation en 1971, et une petite colonie a persisté depuis sur l'île.
On rencontre également quatre espèces de tortues marines dans les eaux écossaises : la tortue luth, la caouanne, la tortue de Kemp et la tortue verte.
L'ensemble des reptiles et amphibiens d'Écosse sont protégés par la loi. Certaines espèces comme le triton crêté et le crapaud calamite sont protégés par la loi internationale.

## Crustacés et mollusques

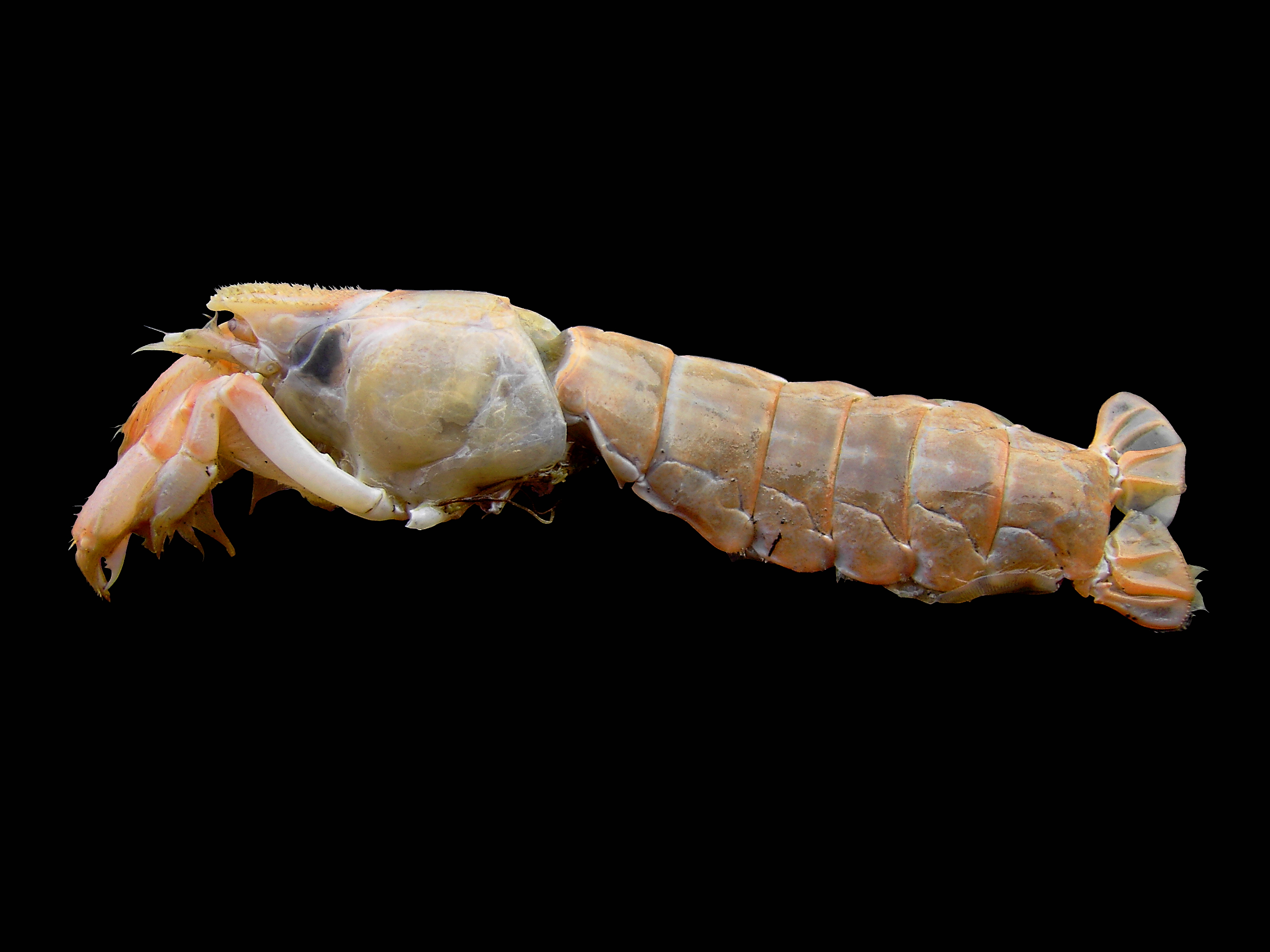
Upogebia deltaura, un homard fréquent dans les lits de maërl d'Écosse.

Les eaux écossaises contiennent environ 2 500 espèces de crustacés et 700 mollusques.
Parmi les crustacés, on trouve notamment la langoustine commune et la langouste rouge, qui vivent sur les fonds marins, près des côtes ouest du pays, mais aussi le crabe dormeur et le homard européen. En eau douce, l'écrevisse à pattes blanches fait l'objet de mesures de sauvegarde, mais elle est fortement menacée par l'écrevisse américaine.
Les mers regorgent également de mollusques, comme des moules et des huîtres sauvages, mais également Atrina pectinata et Modiolus modiolus, principalement sur la côte ouest du pays, où Limaria hians forme des lits également remarquables. L'élevage de moules et d'huîtres est d'ailleurs très développé sur les côtes du pays.
La moule perlière d'eau douce a été un temps suffisamment abondante pour faire l'objet d'une exploitation commerciale, et l'Écosse en constitue toujours un réservoir important en Europe. On la trouve dans plus de 50 rivières, principalement dans les Highlands, bien que sa pêche illégale menace quelque peu sa survie,. Les principaux céphalopodes des mers écossaises sont Loligo forbesi, Illex coindetii et Loligo subulata.
Sur terre, on recense 77 espèces d'escargots terrestres, ainsi que 24 espèces de limaces. Calyptraea chinensis est un gastéropode qui a envahi les rives écossaises et s'étend jusqu'à Oban au nord depuis 1998. Un spécimen vivant a été trouvé à Clachan Sound, et des coquilles avaient été découvertes précédemment.

## Insectes

### Principaux insectes écossais
On rencontre environ 14 000 espèces d'insectes et d'arachnides en Écosse, aucun n'étant réellement endémique. Parmi ces espèces on trouve notamment Pardosa lugubris, une espèce d'araignée de la famille des Lycosidae découverte pour la première fois au Royaume-Uni en 2000 dans la réserve naturelle de la forêt d'Abernethy, et la fourmi Formica aquilonia. Ces fourmis, qui sont les insectes les plus représentés de la forêt de pin calédonienne, construisent des monticules à partir d'épines et de cônes de pins qu'elles trouvent dans la forêt et dans lesquelles elles peuvent demeurer pendant une dizaine d'années. Une colonie peut à elle seule attraper 100 000 insectes par jour pour nourrir le demi-million d'individus qu'elle compte, et produire plus de 250 kg de miellat par saison.

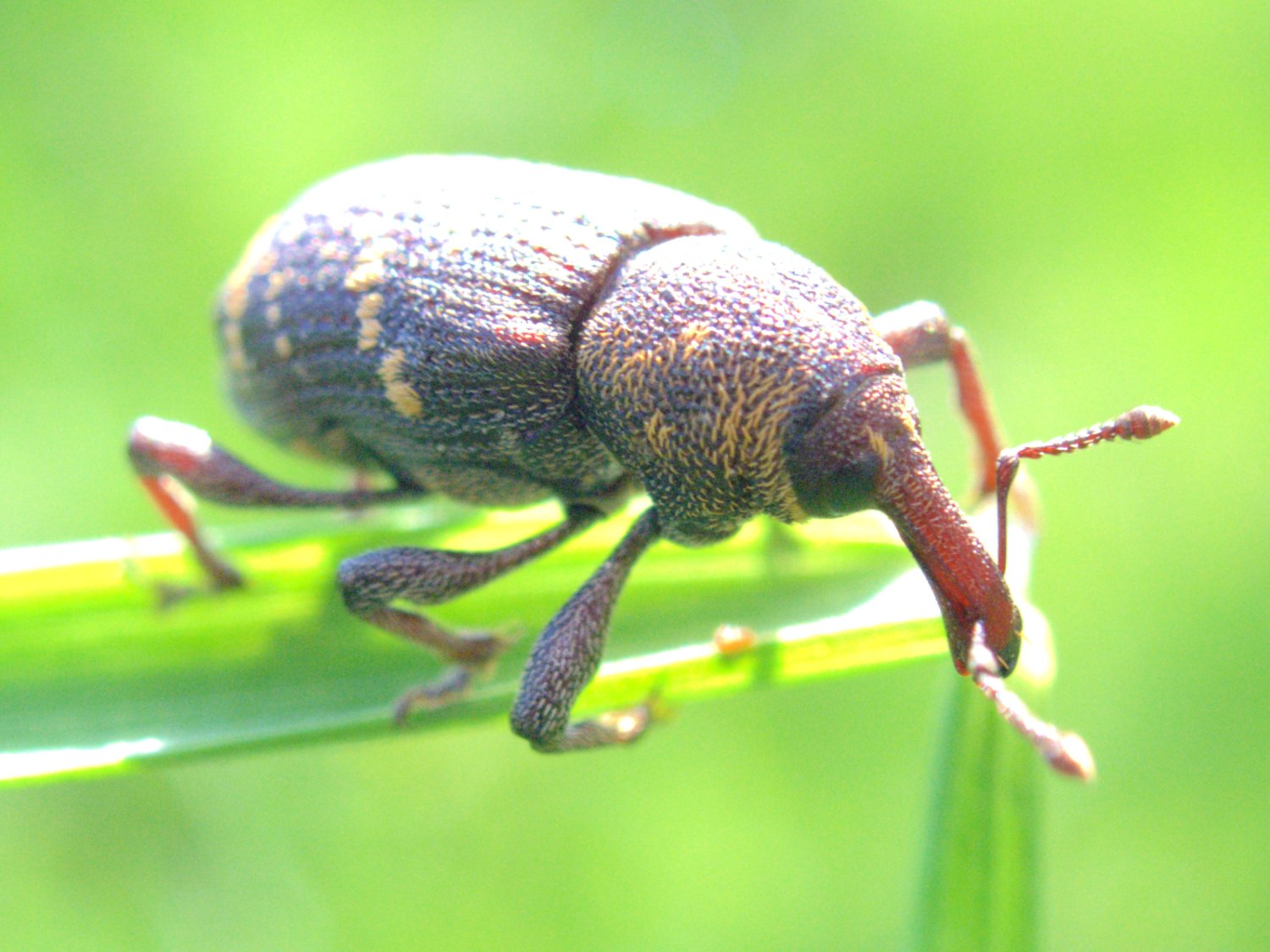
Grand charançon du pin (Hylobius abietis)

Outre la fourmi des bois écossaise, diverses espèces d'insectes sont très présentes dans le pays alors qu'elles sont rares dans le reste du Royaume-Uni, et peuvent bénéficier d'un plan de sauvegarde. Il y a 5 espèces de fourmis et d'abeilles, six d'hétérocères et papillons, cinq mouches, une coccinelle (la coccinelle à sept points) et un escargot (Vertigo genesii) qui sont concernés. Colletes floralis est une espèce d'abeille rare, qui vit principalement dans les Hébrides extérieures, où l'on trouve plus de 10 colonies. L'Écosse recueille également un grand nombre de bourdons, et le Bumblebee Conservation Trust a récemment créé le premier sanctuaire dédié à ce genre d'insectes dans la réserve naturelle de Vane Farm, près de Loch Leven,. Le bourdon Bombus jonellus hebridensis est endémique des Hébrides. En 2010, une colonie de l'hyménoptère Meloe brevicollis est découverte sur l'île de Coll. L'espèce est éteinte en Écosse et ne vole pas, ce qui amène à se demander comment elle a pu coloniser l'île.
L'invertébré le plus célèbre est certainement une espèce de moucheron (Culicoides impunctatus), un minuscule insecte volant qui est un véritable fléau pour les résidents comme pour les touristes. Ses piqûres sont responsables de la perte de 20 % des jours de travail d'été dans l'industrie forestière. Les autres diptères dignes d'intérêt dans le pays sont Hammerschmidtia ferruginea et Blera fallax, qui font l'objet de mesures de conservation spécifiques. Le pays abrite également une population importante de Lipsothrix ecucullata et de Lipsothrix errans, que l'on trouve à nul autre endroit, et de Spiriverpa lunulata, que l'on rencontre principalement dans les Highlands.
D'autres insectes très présents sont le grand charançon du pin, l'hylésine noir du pin, les scarabées de la famille des Clytrinae, et l'acanthocine charpentier, un capricorne. On relève 21 espèces de libellules et de demoiselles dans le pays, qui vivent à proximité des étangs, lochs ou autres points d'eau où elles se reproduisent. Brachyptera putata est une espèce de mouche de pierre autrefois fréquente en Angleterre et au pays de Galles, mais que l'on ne trouve plus qu'en Écosse aujourd'hui.
Sur le site archéologique de Skara Brae, on a pu observer les premiers spécimens de puces de l'homme, Pulex irritans, connus en Europe.

### Papillons de jour

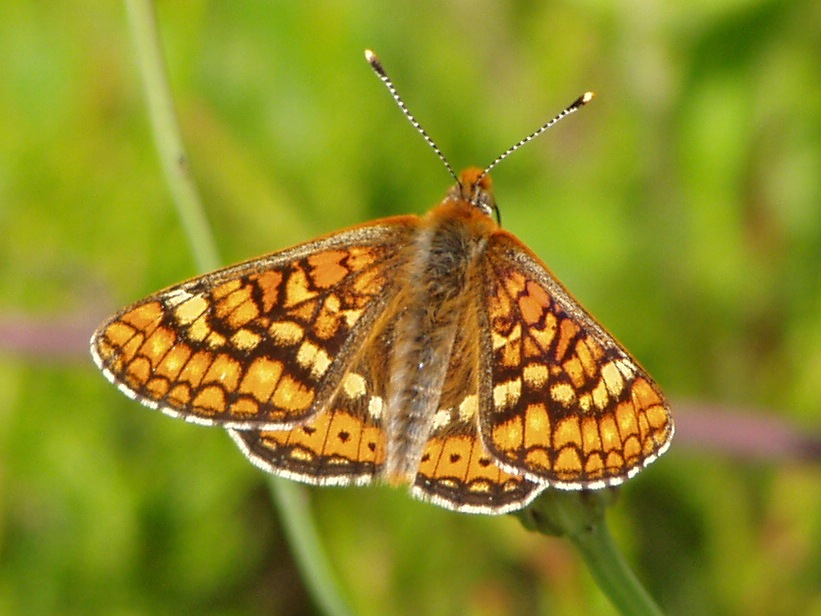
Le Damier de la succise (Euphydryas aurinia), espèce protégée:

Le nombre d'espèces de rhopalocères résidant en Écosse est limité.
On recense un seul Hesperiidae, l'Hespérie du brome (Carterocephalus palaemon), qui réside uniquement sur la côte ouest. Les Lycaenidae sont représentés par la Thècle de la ronce (Callophrys rubi), le Cuivré commun (Lycaena phlaeas), l'Argus frêle (Cupido minimus), l'Argus de l'hélianthème (Aricia artaxerxes), l'Argus bleu (Polyommatus icarus). Les Nymphalidae résidents en Écosse sont la Petite tortue (Aglais urticae), le Grand nacré (Speyeria aglaja), le Grand collier argenté (Boloria euphrosyne), le Petit collier argenté (Boloria selene), le Moiré sylvicole (Erebia aethiops), le Myrtil (Maniola jurtina), le Fadet des tourbières (Coenonympha tullia), le Procris (Coenonympha pamphilus), le Tircis (Pararge aegeria). Le Damier de la succise (Euphydryas aurinia) ne réside que sur la côte est, l'Agreste (Hipparchia semele) sur la côte nord et la côte est, le Moiré de la canche (Erebia epiphron) au sud-est. Le Paon-du-jour (Aglais io) y est résident renforcé de migrateurs et deux espèces de Vanessa, Vanessa atalanta et Vanessa cardui, y sont migrateurs.
Il y a des Pieridae : la Piéride du chou (Pieris brassicae), la Piéride du navet (P. napi) et la Piéride de la rave (P. rapae) renforcés par des migrateurs et l'Aurore (Anthocharis cardamines) est résidente au sud de l'Écosse,. Certains papillons peuvent éventuellement séjourner dans le Sud ou l'Ouest de l'Écosse : la Thècle du chêne (Neozephyrus quercus), le Citron (Gonepteryx rhamni), le Tristan (Aphantopus hyperantus), le Point-de-Hongrie (Erynnis tages) et la Sylvaine (Ochlodes sylvanus).
Le Damier de la succise (Euphydryas aurinia) et le Fadet des tourbières (Coenonympha tullia) sont des espèces protégées et inscrites sur le Data Red Book pour le Royaume-Uni

## Autres invertébrés

### Invertébrés marins

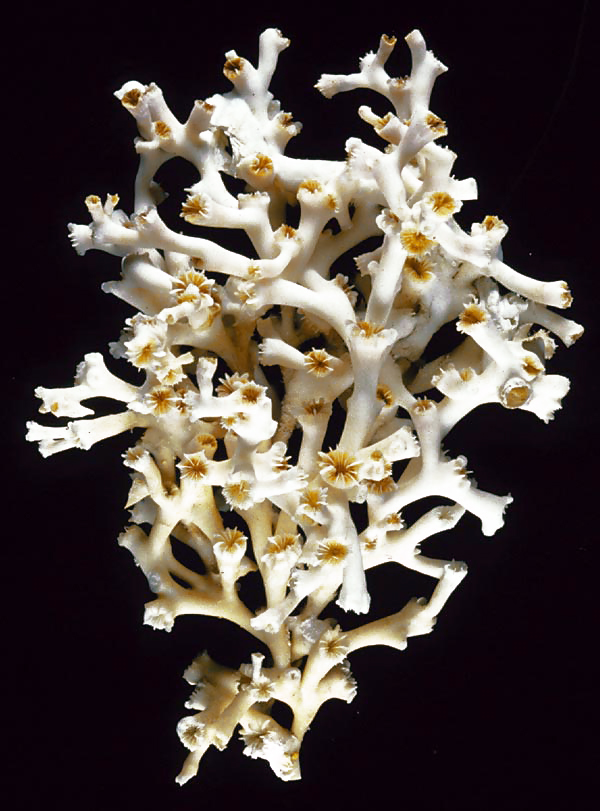
Lophelia pertusa, un corail d'eau froide présent dans les eaux écossaises.

À la base de la chaîne alimentaire marine se trouve le zooplancton. La composition de ce dernier a beaucoup évolué ces dernières années, pour des raisons pas toujours bien déterminées mais dans lesquelles le réchauffement climatique pourrait avoir un rôle à jouer. Il est aujourd'hui principalement composé de Paracalanus, Pseudocalanus, et Acartia clausi, de petits copépodes comme Oncaea, Oithona et Corycaeus, de larves d'échinodermes, de Noctiluca scintillans, de siphonophores et de nauplii de cirripèdes.
Curieusement, on trouve dans les mers écossaises deux espèces de gorgones fréquentes dans les eaux tropicales : Swiftia pallida et Eunicella verrucosa. Ces espèces vivent généralement à proximité d'éponges, du bryozoaire Porella compressa et de Leptometra celtica, un échinoderme qui a la particularité de vivre dans des eaux peu profondes en Écosse, alors qu'il est généralement présent à des profondeurs bien plus grandes. Les eaux écossaises possèdent des récifs coralliens d'eau froide, où une seule espèce de corail est représentée, Lophelia pertusa. Ces récifs offrent un abri à diverses espèces de poissons comme le sébaste rose, la lotte, le brosme et le lieu jaune, et ont donc une importance majeure pour la biodiversité.
Les fonds marins sont également un lieu de vie privilégié pour l'étoile de mer (Asterias rubens). On peut également y rencontrer trois espèces d'anémones : Pachycerianthus multiplicatus au fond des lochs marins, Arachnanthus sarsi, plus rare et vivant sur la côte ouest et Cerianthus lloydii que l'on rencontre sur presque toutes les côtes du Royaume-Uni. Loch Creran abrite quant à lui un des plus importants récif de Serpula vermicularis.

### Invertébrés terrestres et d'eau douce
Les sols écossais regorgent d'une grande variété de vers de terre, comme ailleurs en Europe. Arthurdendyus triangulatus, un ver plat originaire de Nouvelle-Zélande, a été introduit accidentellement en Écosse et se nourrit des vers de terre en quantité importantes, causant une diminution significative de ces derniers. Les étangs et marais écossais sont également connus pour abriter des populations conséquentes de sangsue médicinale, bien qu'elles aient été touchées par les importantes collectes effectuées pour sons usage en médecine. Elle fait aujourd'hui l'objet de mesures de protection.

## Cryptozoologie

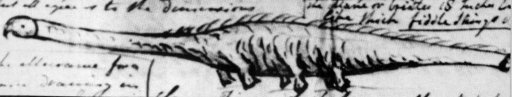
Esquisse de la bête de Stronsay réalisée par Sir Alexander Gibson en 1808

De nombreuses histoires existent à propos de chats légendaires en Écosse comme celles qui entourent la « bête de Buchan ». Le « chat de Kellas » de Moray est lui un animal noir, aux longues pattes, et probablement issu de l'hybridation entre le chat domestique et un chat sauvage mélanique. Alors que l'on pensait qu'il ne s'agissait que d'une légende, un spécimen a été abattu par un chasseur en 1985. Il a pu participer à répandre la légende du Cat Sidhe de la mythologie celtique,.
Le célèbre monstre du Loch Ness, une forme d'Each Uisge, a une très longue histoire, puisque le premier témoignage répertorié de cet animal date de 565. Plus récemment, la carcasse d'une immense créature marine n'ayant pu clairement être identifiée est observée échouée sur une plage des Orcades au XIXe siècle. Cet animal, devenu dans la tradition populaire la « Bête de Stronsay », qui est pour certains une espèce inconnue, peut-être de serpent de mer, est pour quelques spécialistes les restes d'un requin pèlerin particulièrement grand, ou une espèce inconnue proche.

## Préservation de la nature en Écosse

### Menaces
La préservation de l'environnement naturel est une notion bien développée au Royaume-Uni. Les organisations concernées ont des moyens un peu limités par rapport à l'ampleur du travail, mais le contraste avec les attitudes du passé envers l'environnement est flagrant. Durant l'ère victorienne seules quelques espèces s'éteignent en Écosse, mais dans les propriétés vouées à la chasse les véritables massacres perpétrés sont stupéfiants. Richard Perry reporte que sur une seule propriété dans le Cairngorms, les propriétaires ont exterminé entre les années 1837 et 1840 dans le seul but de préserver la population de lagopède d'Écosse :

« 246 martres, 198 chats sauvages, 106 putois, 67 blaireaux, 58 loutres, 475 corbeaux, 462 crécerelles, 371 buses pattues, 285 buses variables, 275 milans, 98 faucons pèlerins, 92 busards Saint-Martin, 78 faucons émerillons, 71 hiboux des marais, 63 autours, 35 hiboux moyen-duc, 27 pygargues, 18 balbuzards pêcheurs, 15 aigles royaux, 11 faucons hobereaux, 6 faucons gerfauts, 5 busards des roseaux, 3 bondrées apivores ; »

et pour des raisons autres que la chasse au lagopède :

« 11 renards, 301 hermines et belettes, 78 chats domestiques, 1 431 corneilles noires et mantelées, 3 chouettes effraies, 8 pies et 7 faucons kobez. »

Lorsqu'il écrit cela en 1947, Perry indique « ma première réaction devant cette liste noire fut une immense incrédulité. Je trouve encore ce détail incroyable. Toutefois il est fourni par le locataire lui-même ». Le nombre d'animaux exterminés dépasse dans certains cas la population totale actuelle du comté.

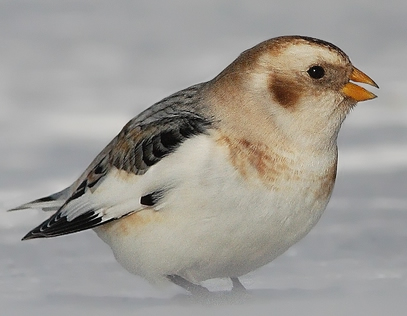
Le bruant des neiges pourrait être menacé par le réchauffement climatique.

On ne sait pas encore si les excès de l'ère victorienne resteront la situation la plus mauvaise pour la faune d'Écosse. Par ailleurs, le réchauffement climatique menace l'ensemble des habitats écossais. Parmi les oiseaux, le lagopède alpin, le pluvier et le bruant des neiges risquent d'être particulièrement affectés car ils vivent à haute altitude et ils pourraient être menacés par d'autres espèces qui apprécient les températures plus chaudes et qui pourraient entrer en compétition avec eux si leur habitat se modifiait. Les mammifères et autres vertébrés pourraient mieux s'en sortir, mais certaines populations d'invertébrés sont localement menacées. La vie aquatique est bien sûr elle aussi affectée. Les espèces de planctons, qui préfèrent les eaux froides, déclinent, ce qui remet en cause l'ensemble de la chaîne alimentaire dont elles forment souvent la base, et dont dépendent les oiseaux de mer. L'unité de recherche sur les mammifères marins de l'université de St Andrews a souligné les problèmes qui touchent le monde marin. En effet une de ses études suggère que la population de Phoque commun des Orcades et des Shetland a décliné de 40 % entre 2001 et 2006, ce qui a décidé le gouvernement écossais à annoncer de probables nouvelles mesures de sauvegarde.
D'autres menaces pèsent sur la faune écossaise, comme la présence d'espèces introduites qui concurrencent les espèces d'origine, comme c'est le cas de l'écureuil gris qui met en danger l'écureuil roux, ou le vison d'Amérique qui menace le campagnol terrestre. Parmi les espèces invasives, figurent également l'écrevisse américaine qui envahit les cours d'eau écossais.
Au large des côtes, la surpêche menace également la biodiversité marine. Par ailleurs, certaines méthodes de pêche dégradent fortement les écosystèmes marins, comme les filets qui raclent le fond des mers. Suivant une étude récente, « la vie marine écossaise pourrait être presque anéantie en 50 ans si des mesures strictes ne sont pas prises pour réguler la manière avec laquelle les hommes exploitent les mers ». Des craintes portant sur les stocks de poissons concernés par la pêche commerciale sont exprimées par un consortium d'organisations environnementales, qui considèrent que les populations de certains de ces poissons comme notamment la morue de l'Atlantique souffrent de surpêche, et que l'élevage de poisson, particulièrement dans le cas du saumon, dégrade l'environnement aquatique. La réduction des marais sur le littoral affecte également les oiseaux de mer, et le tourisme qui se développe sur les côtes et en mer cause de graves problèmes à certaines populations comme celles de requins pèlerins. Un appel a été lancé pour la création d'un projet de loi concernant les milieux marins d'Écosse permettant de coordonner et gérer l'activité humaine en mer et mettre en place des zones protégées, sortes de parcs nationaux marins.
La complexité qu'implique la conservation de la vie sauvage en Écosse est soulignée dans un rapport de la RSPB, qui a par exemple observé que la martre des pins était un prédateur des nids de grand tétras. Or ces deux espèces sont protégées, obligeant les organisations concernées à trouver des compromis peu évidents.

### Organisations de conservation

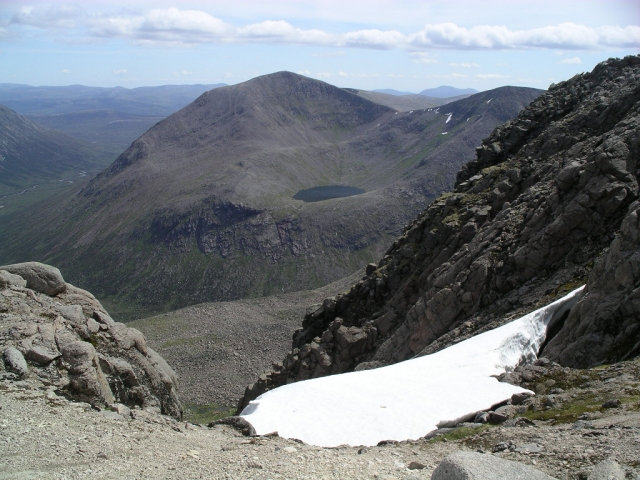
Les Cairngorms – Cairn Toul et Sgor an Lochain Uaine de Braeriach

Diverses organisations du secteur public ont un rôle important dans la préservation de la faune du pays. Le Scottish Natural Heritage est le corps statutaire responsable de la gestion du patrimoine naturel écossais. Un de ses principaux devoirs est d'établir les réserves naturelles nationales. Il y en avait 73 en 2004, mais plusieurs d'entre elles ont perdu ce statut l'année suivante et elles sont 55 en 2006,,. En 2011, on en liste 54. La Forestry Commission d'Écosse représente l'unité responsable de la forêt au sein du gouvernement écossais, et est un des plus importants propriétaires terriens du pays. Le Joint Nature Conservation Comittee conseille le gouvernement sur la préservation de la nature au Royaume-Uni et dans le monde.

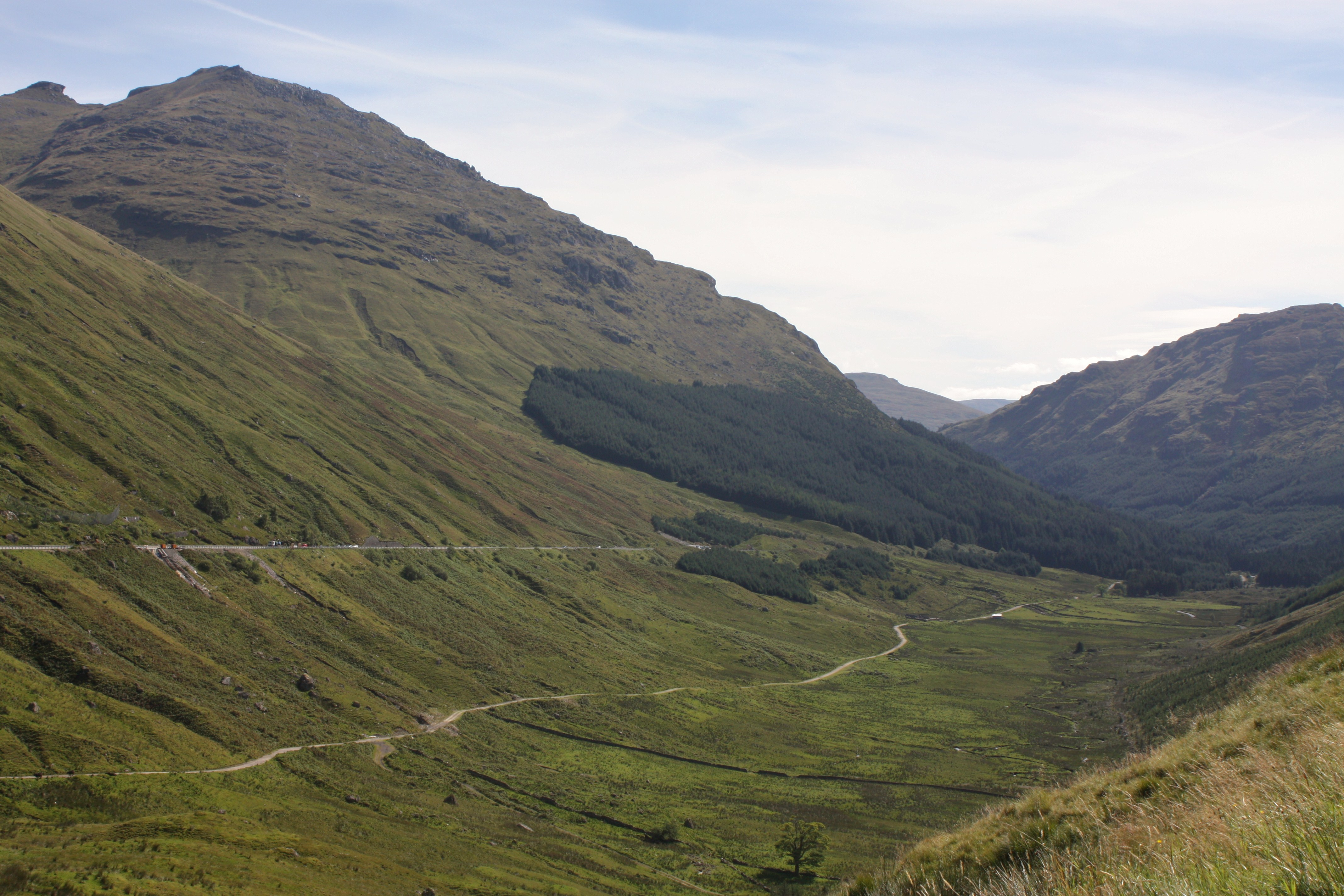
Parc national du Loch Lomond et des Trossachs.

Le pays comprend deux parcs nationaux. Le parc national de Cairngorms recouvre la plus grande aire de montagne arctique du Royaume-Uni. Les sites désignés comme étant particulièrement importants pour le patrimoine naturel représentent 39 % de cette zone, les deux tiers étant remarquables au niveau européen. Le parc national du Loch Lomond et des Trossachs recouvre une très vaste étendue d'eau douce, les montagnes de Breadalbane et les lochs d'Argyll.
Des organisations bénévoles ont aussi un rôle important à jouer. Le National Trust for Scotland est une association qui protège et promeut le patrimoine culturel et environnemental d'Écosse. Avec plus de 270 000 membres, c'est la plus grande association de conservation d'Écosse. Le Scottish Wildlife Trust est une association bénévole œuvrant pour préserver l'environnement écossais. La Royal Zoological Society of Scotland est une association qui gère le zoo d'Édimbourg et le Highland Wildlife Park (un parc zoologique près de Kingussie, spécialisé dans la faune indigène). La Society est également impliquée dans divers programmes de conservation en Écosse et dans le monde. La Société royale pour la protection des oiseaux promeut la préservation des oiseaux et de la vie sauvage en général en participant à des programmes de protection et de recréation d'habitats. Le John Muir Trust est une association dont le principal rôle est de préserver les milieux sauvages et leur faune, en acquérant des terres. Elle possède et gère des propriétés à Knoydart et Assynt, et sur l'île de Skye. Elle est liée au Sierra Club aux États-Unis qui célèbre également l'héritage du natif de Dunbar John Muir. Trees for Life est une association qui vise à restaurer la forêt sauvage des Northwest Highlands et des monts Grampians.

### Législation

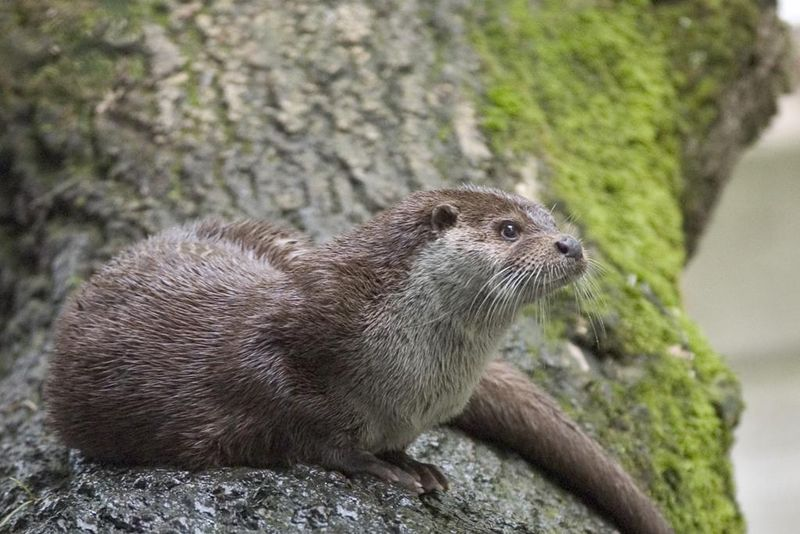
La loutre d'Europe fait partie des espèces protégées du pays.

La faune écossaise est protégée par diverses lois au niveau international, européen, britannique et écossais. Au niveau britannique, c'est le Wildlife and Countryside Act 1981 qui donne un cadre réglementaire à la protection de la faune sauvage. En Écosse, il est amendé par le Nature Conservation (Scotland) Act 2004.
La chasse et le piégeage sont clairement réglementés. Ces activités ne doivent pas toucher les espèces protégées, et il y a des saisons d'ouverture spécifiques pour chacune des espèces autorisées. Il en est de même pour la pêche. Il est interdit de mettre une entrave à la remontée des truites et des saumons sur les rivières, afin que ceux-ci puissent atteindre leur site de ponte.
Certaines espèces écossaises jouissent de mesures de protection particulières, et il est interdit de les tuer, blesser, capturer, transporter vivantes ou mortes, vendre ou même de les déranger, notamment en période de reproduction. Parmi les espèces concernées on compte notamment les baleines, marsouins, dauphins et le requin pèlerin que l'on peut trouver au large des côtes, les différentes espèces de chauve-souris, la loutre, l'écureuil roux, le blaireau européen, le chat sauvage d'Europe, la martre des pins, le campagnol terrestre, le triton crêté, le crapaud calamite, le lézard des souches, les tortues marines et les autres reptiles terrestres de l'île, les corégones, l'esturgeon, certains invertébrés comme la moule perlière d'eau douce et certains papillons et les différentes espèces d'oiseaux protégées.
Il est formellement interdit de relâcher dans la nature des espèces non résidentes dans le pays, et le transport d'animaux est règlementé.

### Extinctions et réintroductions

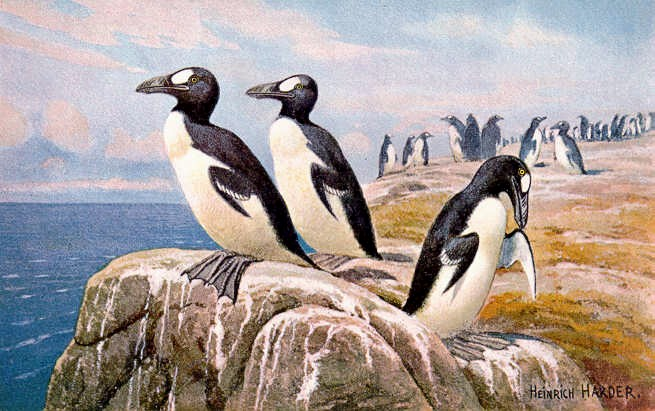
Le grand pingouin, présent autrefois au nord du pays, a été exterminé par l'homme.

Durant la période interglaciaire du Pléistocène, des animaux arctiques aujourd'hui disparus occupaient le territoire qui forme l'Écosse actuelle, parmi lesquels le rhinocéros laineux, le mammouth, l'ours polaire, le lemming, le renard arctique et le cerf géant Megaloceros giganteus,. D'autres mammifères qui vécurent un jour en Écosse ont aujourd'hui disparu de ce pays comme le lynx boréal, qui vivait en Grande-Bretagne jusqu'à 1 500 ans en arrière, la sous-espèce d'ours brun Ursus arctos caledoniensis, qui est utilisée dans les cirques par les Romains mais disparaît vers le IXe ou Xe siècle, et l'élan qui s'éteint vers 1300. Le sanglier et l'aurochs disparaissent du pays au cours des deux siècles suivants, et le cousin domestiqué du premier, le grice, demeure jusque dans les années 1930 dans les îles Shetland. Le dernier loup a été tué dans l'Invernessshire en 1743,, et le morse n'est plus présent qu'à travers des individus isolés errants. Saint-Kilda disposait également d'une sous-espèce de souris domestique endémique, Mus musculus muralis, qui était plus longue, avec des poils plus longs, une couleur légèrement différente et une forme du crâne caractéristique. Elle s'éteint en 1938, seulement 8 ans avant que les habitants de l'île ne l'évacuent.
La pollution et la prédation ont conduit à l'extinction des espèces de corégones de leur aire de répartition restreinte dans les eaux douces du sud-ouest de l'Écosse dans les années 1980. Dans les années 1990 une tentative de réintroduction de Coregonus vandesius dans la région du Lochmaben débute et se montre fructueuse,,,. Le Corégone blanc est lui disparu.
La grue cendrée et le butor étoilé ont été exterminés par les chasseurs et par le drainage des marais au XVIIIe siècle. Le dernier grand pingouin vu en Grande-Bretagne a été abattu à Stac an Armin, un promontoire rocheux de Saint-Kilda, en juillet 1840.

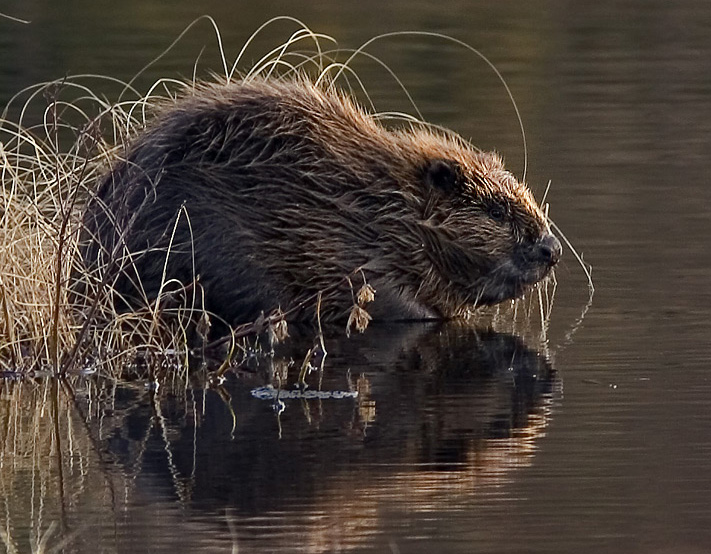
Le castor européen, (Castor fiber).

Le Scottish Natural Heritage a tenté de réintroduire le castor européen en Écosse à partir d'individus provenant de Norvège. L'espèce vivait dans les Highlands jusqu'au XVe siècle et, malgré le rejet initial du gouvernement écossais, un essai de réintroduction commence en mai 2009 à Knapdale,,,,. Après une étude de faisabilité menée en Glen Affric, le sanglier a été réintroduit dans une large aire clôturée de la propriété de Dundreggan dans le Glenmoriston. D'autres plans de réintroduction sont étudiés. Par exemple, le possesseur de la propriété d'Allandale au nord d'Inverness a exprimé son désir de réintroduire le loup dans l'optique de créer une réserve naturelle, la première du genre en Grande-Bretagne.
En 1916 un vicaire anglais vole les œufs du dernier pygargue à queue blanche indigène du pays à Skye, et le dernier adulte est tué dans les Shetland deux ans plus tard. Toutefois, l'espèce est réintroduite sur l'île de Rùm en 1975. L'oiseau se développe avec succès sur les îles voisines et on rencontre 30 couples en 2006. Malgré les craintes des éleveurs locaux, la Société royale pour la protection des oiseaux (RSPB) projette de réintroduire 100 jeunes aigles sur la côte est de Firth of Forth et l'estuaire de Tay,,. Le milan royal est exterminé d'Écosse en 1879, et un programme de réintroduction est lancé par la RSPB dans les années 1980. Malgré les progrès réalisés, on estime que 38 % des 395 oiseaux éclos entre 1999 et 2003 ont été empoisonnés, et que 9 % ont été tués par les humains. Le balbuzard pêcheur a quant à lui recolonisé le pays de manière tout à fait naturelle, avec des animaux en provenance de Scandinavie.

## Activités humaines liées à la faune

### Élevage
L’élevage est une activité importante sur le territoire écossais, notamment l'élevage de bovins pour la viande, particulièrement présent dans le Nord-Est et le Sud-Ouest du pays. Ainsi, on compte pas moins de 465 000 vaches allaitantes en Écosse en 2008. Les races nationales que sont l'angus et la highland prennent une place importante dans ce troupeau. Les vaches laitières sont au nombre de 192 000 à la même époque et constituent une autre production majeure du pays. Les moutons sont aussi une production courante qui est bien développée dans les petites exploitations des Highlands, des îles et des Southern Uplands. En 1998, le cheptel ovin s'élève à 2 700 000 animaux. La salmoniculture est également très développée dans le pays, qui est le premier producteur européen.

### Chasse et pêche

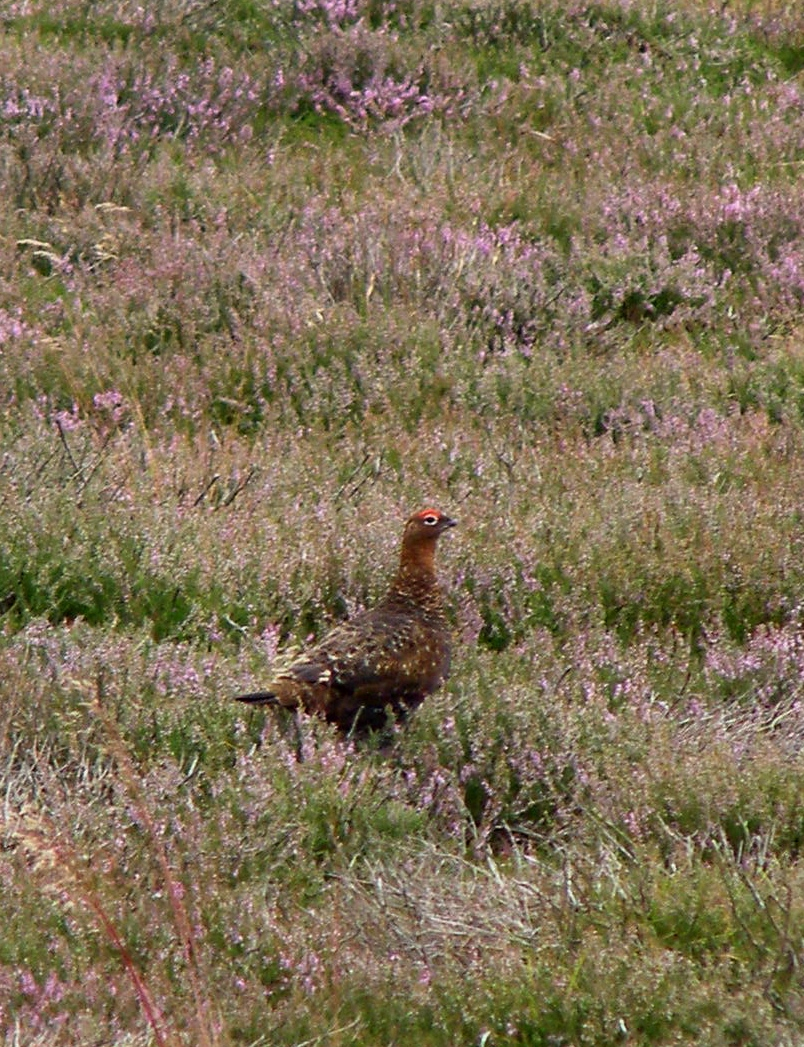
Le lagopède d'Écosse, oiseau apprécié des chasseurs.

L'Écosse est un pays réputé pour la chasse. On y chasse le cerf, mais aussi le tétras lyre, la perdrix, le faisan, la bécasse, le gibier d'eau, le chevreuil, le lapin ou le lièvre d'Écosse, et enfin le lagopède d'Écosse, également appelé grouse. Sa chasse est réputée particulièrement difficile, car cet oiseau est très rapide et qu'il n'en existe pas d'élevage ; il n'y a donc pas d'animaux lâchés. Cet oiseau emblématique du pays peut être chassé à partir du « Glorious twelfth », date correspondant au 12 août. En Écosse, il n'existe pas de chasse nationale ou de chasse communale : tous les terrains sont privés, et ce sont les propriétaires qui gèrent les populations de gibiers, en cherchant à ne pas les mettre en danger pour que leurs chasses demeurent réputées, puisqu'elles représentent une importante entrée d'argent pour les plus grands propriétaires.
La pêche est également une activité populaire en Écosse, dont les lacs et rivières sont très poissonneux. Le saumon atlantique fait partie des espèces les plus recherchées, mais la pêche de la truite fario est également réputée. On pratique généralement la pêche à la mouche. Parmi les autres espèces que l'on peut pêcher, l'omble chevalier, qui vit dans les profondeurs des lacs écossais, est difficile à attraper, excepté à la fin du printemps quand des bancs de poissons remontent en surface. L'ombre commun, espèce introduite il y a une centaine d'années, est une prise plus commune. Le brochet, très courant dans les rivières du pays, est également pêché régulièrement. Parmi les autres espèces rencontrées dans les pêcheries, on compte le rotengle, la tanche, la brème, la vandoise, le goujon, la grémille et le chabot. La pêche en eau douce est ouverte toute l'année en Écosse.
La pêche n'est pas seulement une activité de loisir, elle est pratiquée au large des côtes écossaises depuis le Moyen Âge comme activité économique majeure. Dans les eaux écossaises, on pêche notamment le hareng, le cabillaud, l'aiglefin. Les crustacés sont également ciblés par les pêcheurs, comme la langoustine et le homard.

### Tourisme vert
La grande diversité d'espèces présentes en Écosse, mais aussi leur proximité et les magnifiques paysages que procurent ce pays, a conduit au développement d'un secteur touristique entièrement lié à l'observation d'animaux. Les visiteurs sont très divers, et peuvent être spécialement venus pour observer la faune écossaise, comme ils peuvent être des touristes intéressés occasionnellement par la nature et l'environnement du pays. Ce secteur, bien que parfois considéré comme peu rémunérateur, est donc en développement. Il passe surtout par l'installation de centres d'accueil pour les touristes dans les principales réserves naturelles du pays, mais aussi dans l'organisation de circuits au cours desquels les gens peuvent apercevoir les principales espèces de la région. C'est notamment le cas pour l'observation des oiseaux de mer et des cétacés aux larges des côtes au cours de traversées en bateau.
Ce type de tourisme souffre d'un paradoxe, les visiteurs risquant de porter atteinte à la raison qui les a amenés sur place. En effet, si de trop nombreux touristes se rendent sur place, les risques qu'ils détériorent l'environnement, et menacent donc les animaux qu'ils sont venus voir, sont réels. De plus, les guides de ces visiteurs sont souvent poussés par les touristes à trouver les espèces qu'ils sont censés observer, et peuvent pour cela déranger des oiseaux en cours de nidification, ou effrayer certaines espèces. Par ailleurs, la construction d'infrastructures pour accueillir les visiteurs (parkings, centres d'accueil, etc.) endommage également l'environnement dans lequel évoluent les espèces. Une gestion attentive de ce type de tourisme est donc nécessaire pour qu'il ne soit pas néfaste à l'environnement.

### Les animaux dans la culture écossaise
Le mouton est un des animaux les plus caractéristiques de la culture écossaise. Outre son omniprésence dans le paysage des Highlands, on peut noter que cet animal permet de confectionner certains éléments parmi les plus caractéristiques de la culture écossaise. Ainsi, la laine permet de fabriquer les kilts, sa peau est traditionnellement utilisée pour fabriquer les cornemuses et sa chair sert à la préparation de certaines recettes locales célèbres comme la panse de brebis farcie (haggis). Les reptiles ont historiquement une signification particulière dans la culture picte. Ils représentent la sagesse, la guérison et l'immortalité. On a d'ailleurs retrouvé des pierres pictes gravées où apparaissait un serpent. Le saumon atlantique a également été vénéré il y a très longtemps par les Celtes et les Pictes, et on a même retrouvé des gravures le représentant dans certaines grottes. Il fait toujours partie des espèces emblématiques du pays.

### Source
- (en) Cet article est partiellement ou en totalité issu de l’article de Wikipédia en anglais intitulé « Fauna of Scotland » (voir la liste des auteurs).